# Paquitas
As Paquitas foram um grupo brasileiro de assistentes de palco e cantoras criado em 1984 pela empresária Marlene Mattos. Ganharam projeção nacional ao acompanhar a apresentadora e cantora Xuxa Meneghel em diversos programas de televisão — sobretudo o Xou da Xuxa (1986–1992), exibido pela TV Globo. Reconhecidas pelos uniformes que remetiam às balizas — jaquetas azuis ou vermelhas com franjas douradas nos ombros, chapéus decorados e, nos primeiros anos, saias depois substituídas por shorts e botas brancas —, as Paquitas tornaram-se ícones visuais da cultura pop brasileira das décadas de 1980 e 1990. Mais do que assistentes de palco, elas consolidaram-se como um fenômeno cultural que influenciou a moda, o comportamento e o imaginário infanto-juvenil de toda uma geração.
Além de suas atividades no palco, onde animavam a plateia e auxiliavam Xuxa nas dinâmicas do programa, o grupo alcançou grande popularidade e expandiu-se para o cenário musical em 1989, lançando álbuns que deram origem a turnês de sucesso pelo Brasil. Ao longo dos anos, o grupo passou por diferentes formações, com novas integrantes assumindo os papéis e recebendo apelidos carinhosos dados pela própria Xuxa, como Pituxa, Catuxa e Xiquita. Entre as ex-integrantes que seguiram carreira artística destacam-se Letícia Spiller, Bianca Rinaldi e Juliana Baroni, que consolidaram-se na televisão e no teatro brasileiro. O grupo foi encerrado em 2002, após o rompimento da parceria profissional entre Xuxa e Mattos. Apesar disso, o legado das Paquitas permanece vivo na memória cultural brasileira, sendo reconhecido como um marco na história da televisão infantojuvenil no Brasil.

## História

### Paquitas da Manchete (1984–1986)

#### A origem e a criação das Paquitas no Clube da Criança
A formação das Paquitas teve início em 1984, durante o período em que Xuxa Meneghel apresentava o programa Clube da Criança, exibido pela Rede Manchete. Nesse ano, durante uma viagem a Nova Iorque, Xuxa visitou um consultório dentário onde conheceu um papagaio chamado Paquito, que era mantido trancado no banheiro, pois a esposa do dentista não permitia que ele circulasse pela casa. Ao retornar para o Brasil, Xuxa, ainda fascinada pelo papagaio, incentivou a equipe do programa a criar um fantoche com as mesmas características de Paquito, que passou a ser usado no programa como uma espécie de mascote e recebeu o mesmo nome, em homenagem ao papagaio nova-iorquino.
Com o crescente sucesso do Clube da Criança e o aumento do público infantil presente nas gravações, a produtora do programa, Marlene Mattos, identificou a necessidade de uma assistente de palco para organizar a plateia e auxiliar nas interações com as crianças. E a primeira garota escolhida para a função foi Andréa Veiga, uma jovem de 14 anos que anteriormente já estava trabalhando com Marlene Mattos no programa de boxe chamado Manchete TV Boxe. Nesse programa, onde Marlene também era produtora, Andréa atuava como "Ring Girl", anunciando com placas os rounds das lutas. Andréa, foi selecionada por Marlene para integrar o programa Clube da Criança devido à sua aparência jovial e semelhança física com a Xuxa, além de demonstrar a autoridade necessária para interagir com o público infantil. No mesmo dia, Andréa Veiga foi aprovada no teste, tornando-se a primeira assistente de palco de Xuxa no programa Clube da Criança. Tendo como principais funções no programa, tomar conta das crianças, evitar que elas passassem em frente as câmeras, acessorar a Xuxa nas brincadeiras, repassar informações ou instruções externas para a Xuxa e auxiliá-la no que fosse necessário. No contexto do programa, o mascote Paquito "interpretava" uma paixão por Andréa, e dessa interação surgiu o apelido "Paquita", que Xuxa passou a usar para se referir a Andréa, tornando-a assim a primeira "Paquita" da história. Rapidamente, o apelido se popularizou, e com o tempo, passou a designar todas as assistentes de palco de Xuxa.
À medida que a demanda do programa aumentava, Marlene Mattos decidiu expandir o grupo de assistentes. No final de 1984, foi contratada uma segunda "Paquita" e assistente de palco, Heloísa Morgado, conhecida no programa como "Paquita 2". Heloísa Morgado a "Paquita 2" a segunda Paquita da Xuxa, estava no início da carreira de modelo e manequim e, mesmo após entrar para o programa, começou a participar de vários trabalhos como modelo e atriz em programas e produções da Rede Manchete, em paralelo ao trabalho como 'Paquita' no programa Clube da Criança. Xuxa chegou a emprestar várias roupas para que ela pudesse participar de concursos de beleza, comerciais e desfiles.
Em 1985, com a introdução de um novo cenário e uma plateia ainda maior, Marlene contratou uma terceira "Paquita" e assistente de palco, Andréa Rosa, apelidada de "Xiquita". Na época, Andréa Rosa a "Xiquita" a terceira Paquita da Xuxa, era modelo e manequim e já frequentava os bastidores da Rede Manchete, uma vez que ela era filha do diretor de arte e da produtora da revista Pais&Filhos, publicação da Bloch Editores, empresa ligada a Rede Manchete e ao Grupo Bloch. Foi através de Andréa Rosa que Heloísa Morgado, a "Paquita 2", a segunda Paquita da Xuxa, ficou sabendo da procura de Marlene por uma segunda "Paquita" e assistente para o programa Clube da Criança. Andréa Rosa, a primeira "Xiquita" das Paquitas, indicou e apresentou Heloísa Morgado para Marlene, após ambas terem se conhecido ao trabalharem juntas durante as gravações de um videoclipe.
A primeira formação oficial da primeira geração das Paquitas foi composta por Andréa Veiga a "Paquita", Heloísa Morgado a "Paquita 2" e Andréa Rosa a "Xiquita", também conhecidas como as Paquitas da Manchete. 
No programa Clube da Criança, o figurino das Paquitas não seguia um padrão único e variava bastante. As assistentes de palco, Andréa Veiga (Paquita), Heloísa Morgado (Paquita 2) e Andréa Rosa (Xiquita), vestiam roupas comuns para jovens dos anos 80, como camisetas, calças, shorts, saias e macacões coloridos. As peças, que foram confeccionadas por Dona Alda, a mãe de Xuxa, eram complementadas com tênis ou sapatilhas nos pés e pompom ou tiara de tule no cabelo. Cada Paquita usava uma cor específica no macacão: Andréa Veiga (Paquita) usava branco, Heloísa Morgado (Paquita 2) usava azul e Andréa Rosa (Xiquita) usava vermelho. Além disso, elas também usavam fantasias de personagens, como as de gatinhas. Andréa Veiga (Paquita) vestia uma da cor azul e outra da cor branca, enquanto Heloísa Morgado (Paquita 2) usava a da cor preta.
No entanto, a passagem da assistente Andréa Rosa a "Xiquita", a terceira Paquita da Xuxa, pelo programa Clube da Criança, foi breve, durando somente alguns meses e sendo encerrada, repentinamente no final de 1985, antes mesmo do fim do programa Clube da Criança sob a apresentação de Xuxa.

### Paquitas Primeira Geração (1986–1990)

#### O início da Segunda Formação da Primeira Geração das Paquitas no Xou da Xuxa
Em 1986, após ser contratada pela TV Globo, Xuxa Meneghel estreou no programa Xou da Xuxa, o que trouxe mudanças significativas para o grupo de assistentes de palco. Em fevereiro de 1986, a assistente Heloísa Morgado, a "Paquita 2", a segunda Paquita da Xuxa no programa Clube da Criança, não foi contratada pela nova emissora e foi substituída por Andréa Faria, que recebeu o apelido de "Xiquita Sorvetão". A entrada de Andréa no grupo ocorreu após ela ser indicada pela mesma agência de modelos em que Xuxa já havia trabalhado. A produtora Marlene Mattos entrou em contato com a agência e pediu a produtora Dona Aurora que indicasse uma menina loirinha de olhos claros e que lembrasse um pouco a Xuxa, e a Dona Aurora, então, passou o telefone de Andréa para Marlene. E no dia da entrevista Andréa, acabou sendo aprovada após responder três perguntas feitas por Marlene, se gostava de dançar, se gostava de criança e principalmente se gostava da Xuxa, e o fato de Xuxa a reconhecer também facilitou a sua entrada no grupo porque anteriormente Andréa, já tinha frequentado diversas vezes as gravações do programa Clube da Criança, inclusive mesmo antes da existência das Paquitas. Inicialmente, o apelido de Andréa seria "Paquita 2", porém na mesma hora Xuxa achou que ela tinha mais cara de "Xiquita", ficando decidido que seria então, "Xiquita Sorvetão". O apelido "Sorvetão" foi dado por Xuxa em referência ao gosto de Andréa por sorvete e sua personalidade distraída. "Sorvetão" surgiu porque, além de atrapalhada, eu tomava muito sorvete. E o apelido pegou porque a minha ficha demorava para cair, eu não entendia de primeira. A Xu falava que eu era muito "Sorvetão", relembrou Andréa em entrevista à revista Quem em 2013. Andréa, estreou oficialmente como Paquita, no dia 30 de junho de 1986, junto com a estreia do programa Xou da Xuxa, tendo inclusive chegado a participar dos pilotos do Xou da Xuxa, ao lado de Andréa Veiga a primeira "Paquita" da Xuxa.
Com a mudança para a Rede Globo, as Paquitas ganharam um novo e icônico figurino. A responsável por idealizar e confeccionar as roupas foi Dona Alda, mãe de Xuxa, que vestiu as meninas nas temporadas de 1986 e 1987 do Xou do Xuxa. Nos pilotos e nos primeiros programas do Xou da Xuxa, que foram ao ar, Andréa Veiga (Paquita) e Andréa Faria (Xiquita Sorvetão) usavam a primeira "fardinha". O figurino era composto por: jaqueta de helanca azul, punhos e chapéu vermelhos com duas fitas douradas e uma "gota" de papel laminado no topo, saia branca com duas faixas douradas e botas brancas feitas de espuma.
Outra integrante marcante da primeira geração foi Luise Wischermann, conhecida como "Pituxa Alemã", devido à sua ascendência germânica e seu visual loiro característico. Luise se destacou como a primeira Paquita a usar o uniforme vermelho, diferenciado das tradicionais jaquetas azuis do grupo. Sua entrada para o time aconteceu de forma curiosa e inesperada: em relato ao jornal O Globo, Luise conta que conheceu Xuxa porque ambas moravam no mesmo prédio, Xuxa na cobertura e Luise no primeiro andar. Em um dia, enquanto pintava a rua para a Copa do Mundo de 1986, Luise viu Xuxa chegar de carro no estacionamento do prédio onde ambas moravam e curiosa correu para conhecê-la, pois havia um burburinho no prédio sobre quem era aquela pessoa. Duas semanas depois, o papagaio de estimação da apresentadora, chamado Painho, voou para dentro da cozinha do apartamento de Luise. Ao retornar da escola, Luise foi informada de que o papagaio havia fugido, mas Xuxa não estava em casa. Naquela noite, enquanto se preparava para dormir, sua mãe disse: “O Pelé está na sala”, explicando que Xuxa estava no apartamento brincando com o papagaio na cozinha. Esse encontro fortuito levou a um convite inesperado: no dia seguinte, Marlene Mattos, produtora do programa de Xuxa, convidou Luise para ser Paquita, um convite feito no elevador do prédio, com a presença de Xuxa. “Comecei a rir e perguntei: ‘O que é Paquita?’”, relembrou Luise. Marlene explicou que Xuxa estava saindo da TV Manchete e indo para a Globo, e que as Paquitas seriam suas assistentes de palco. Luise aceitou o convite e estreou oficialmente em 30 de junho de 1986, na estreia do Xou da Xuxa, tornando-se uma das integrantes mais lembradas do programa, onde permaneceu por três anos e meio.
Inicialmente, Luise Wischermann (Pituxa Alemã) não tinha um uniforme, aparecendo em alguns programas com "roupas normais". Ela foi a primeira Paquita a vestir o uniforme da cor vermelha, que era feito de uma jaqueta de helanca vermelha. Ela recebeu o uniforme em julho de 1986, mas sem as botas brancas. Em seus primeiros momentos como Paquita, Luise usava a fardinha com sapatilhas nas cores preta e azul, e, logo depois, uma sapatilha vermelha que, segundo fontes, pertencia à sua mãe. Seu figurino era composto por punhos e chapéu azuis, com duas fitas douradas e uma "bola" dourada no topo. Tempos depois, esse detalhe foi substituído pela mesma "gota" dourada de papel laminado que as outras duas Paquitas: Andréa Veiga (Paquita) e Andréa Faria (Xiquita Sorvetão) usavam. A saia branca também tinha duas faixas douradas.
Ainda em 1986, as Paquitas — Andréa Veiga (Paquita), Andréa Faria (Xiquita Sorvetão) e Luise Wischermann (Pituxa Alemã) trocaram as saias brancas do uniforme por shorts brancos, que também tinham duas faixas douradas. Essa foi a primeira vez que as Paquitas usaram shorts como parte de seu uniforme.
Aliás, Ainda em 1986, as Paquitas — Andréa Veiga (Paquita), Andréa Faria (Xiquita Sorvetão) e Luise Wischermann (Pituxa Alemã) — participaram da turnê "Xou da Xuxa 86", que tinha como base principal o álbum "Xou da Xuxa", o segundo álbum de estúdio de Xuxa. Essa foi a primeira turnê de Xuxa e também a primeira a contar com a participação das Paquitas. No entanto, nem todas as três Paquitas da época participavam de todos os shows; elas se revezavam, com uma ou duas delas se apresentando pelo país, nesse início do fenômeno Xou da Xuxa.
Em 29 de novembro de 1986, as Paquitas — Andréa Veiga (Paquita), Andréa Faria (Xiquita Sorvetão) e Luise Wischermann (Pituxa Alemã) — participaram pela primeira vez ao lado de Xuxa do show Chegada do Papai Noel. O evento foi realizado no Estádio do Maracanã, no Rio de Janeiro. Em 5 de dezembro de 1986, as Paquitas — Andréa Veiga (Paquita), Andréa Faria (Xiquita Sorvetão) e Luise Wischermann (Pituxa Alemã) — participaram do show Chegada do Papai Noel no Mundo Infantil da Xuxa. O evento foi realizado no Estádio do Beira-Rio, em Porto Alegre, no Rio Grande do Sul.
Em 28 de dezembro de 1986, as Paquitas — Andréa Veiga (Paquita), Andréa Faria (Xiquita Sorvetão) e Luise Wischermann (Pituxa Alemã) — participaram ao lado de Xuxa, do programa especial de 20 anos dos Trapalhões. Este especial, com nove horas e meia de duração, incluiu uma edição especial do programa Xou da Xuxa, além de outras edições especiais de outros programas da emissora. Essa transmissão também marcou a primeira edição do Criança Esperança, que foi transmitido ao vivo do Teatro Fênix, no Rio de Janeiro. Em 1987, as Paquitas — Andréa Veiga (Paquita), Andréa Faria (Xiquita Sorvetão) e Luise Wischermann (Pituxa Alemã) — participaram, ao lado de Xuxa, Praga (Armando Moraes) e Dengue (Roberto Berttini), do ensaio fotográfico para a folha de guarda do Dicionário da Xuxa. O dicionário foi lançado pela Editora EBS.

#### Expansão do grupo
Ainda em 1987, com o enorme sucesso do programa, Marlene Mattos organizou, o primeiro concurso para selecionar novas Paquitas. Ana Paula Guimarães, conhecida como "Catuxa", foi a vencedora do primeiro concurso para Paquitas, sendo coroada no dia 16 de março de 1987, e usava o uniforme vermelho, assim como Luise Wischermann, a "Pituxa Alemã". A competição foi acirrada e gerou polêmica, especialmente devido à participação de Luciana Vendramini, uma concorrente popular entre o público. Robeto Bettini, que interpretava o personagem Dengue, chegou a afirmar que não acreditava que uma "caipirinha de Macaé" como Ana Paula pudesse ser escolhida, mas, para a surpresa de muitos, ela o foi. A vitória de Ana Paula consolidou seu lugar em um grupo que já era um fenômeno nacional. Luciana, que frequentemente se mostrava dispersa durante as gravações e não seguia as orientações dadas durante o período de testes, aproveitou a oportunidade do concurso para buscar notoriedade. Ela alegou ser uma ex-Paquita e posou nua com o famoso uniforme de soldadinho, mesmo sem ter sido selecionada para o grupo. Essa atitude provocou revolta entre as outras concorrentes e também irritou Xuxa, que desaprovava a sexualização do grupo.
Também em março de 1987, o cenário do Xou da Xuxa passou por sua primeira grande mudança: a Nave Xuxa ganhou as famosas "bocas", e o Sol recebeu um bigode, entre outros elementos cênicos. As Paquitas também ganharam uma nova integrante, Ana Paula Guimarães (Catuxa), e novos uniformes, que ainda não seguiam uma padronização completa. As jaquetas azuis de Andréa Veiga (Paquita) e Andréia Faria (Xiquita Sorvetão) tinham arabescos duplos. Já as jaquetas vermelhas de Luise Wischermann (Pituxa Alemã) e Ana Paula Guimarães (Catuxa) tinham arabescos simples com punhos em azul. Os shorts da dupla vermelha tinham duas faixas douradas. Os chapéus eram da mesma cor da jaqueta, com penas vermelhas no topo (exceto o de Luise, que tinha penas azuis) e correntinhas douradas para fixá-los. Por um período, Ana Paula Guimarães (Catuxa) usou uma jaqueta com ombreiras azuis e saia, um figurino semelhante ao que Luise Wischermann (Pituxa Alemã) usou na primeira temporada, em 1986. É possível que Ana Paula tenha usado a farda que pertencia a Luise. O chapéu de Ana Paula tinha uma "gota" metálica azul e não possuía corrente, seguindo o modelo que Luise usou antes da mudança de cenário. Em vez de shorts, Ana Paula usava saias (Luise também usou em alguns programas de 1987), remetendo ao figurino original das Paquitas nos primeiros dias do Xou da Xuxa.
Também em 1987, as Paquitas — Andréa Veiga (Paquita), Andréa Faria (Xiquita Sorvetão), Luise Wischermann (Pituxa Alemã) e Ana Paula Guimarães (Catuxa) — participaram do coro do disco "Xegundo Xou da Xuxa", o terceiro álbum de estúdio de Xuxa. Este foi o primeiro álbum de Xuxa a contar com a participação vocal das Paquitas.
ainda em 1987, Monique Siqueira, conhecida como "Miúxa", integrou o grupo informalmente, vestindo o uniforme vermelho, e participou de ensaios, campanhas publicitárias e da turnê do Xegundo Xou da Xuxa. Monique, por ser mais jovem que as demais Paquitas, fazia dupla com Amanda Elwis, apelidada de "Picurruxa", que vestia a farda azul. Ambas participaram de apresentações, mas não possuíam contratos formais com a emissora, e suas atividades foram encerradas após um incidente durante a gravação de um especial de Natal, em que Monique pegou um brinquedo destinado ao público infantil, levando à sua dispensa e à de Amanda.
A popularidade das Paquitas crescia rapidamente, e o grupo foi expandido em 1987 com a inclusão de assistentes mais jovens, que atuariam como substitutas em caso de afastamento das integrantes principais. Roberta Cipriani, conhecida como "Xiquitita Surfista", entrou para o grupo no dia 25 de maio de 1987, e recebeu seu apelido em referência ao seu amor pelo sol e pela praia. Roberta chegou ao programa de forma inesperada: frequentadora assídua das gravações, ela ia ao Xou da Xuxa apenas para se divertir, sem qualquer pretensão de integrar o grupo. Ao mencionar para Xuxa que estava prestes a se mudar para Curitiba devido à transferência de seu pai, foi surpreendida com um convite para ser Paquita, algo que nunca havia imaginado, considerando-se "pequena demais" para o papel. Após uma conversa entre Xuxa, Marlene Mattos e seu pai, a mudança foi cancelada e Roberta iniciou sua trajetória como Paquita. Durante os programas especiais de Natal e Ano Novo do Xou da Xuxa, e também no primeiro programa exibido em 1988, Roberta Cipriani (Xiquitita Surfista) usou a fardinha vermelha. Essa troca de cor, inclusive, também acontecia durante os shows de Xuxa pelo Brasil. Embora enfrentasse desafios iniciais e, por vezes, sentisse a diferença de idade em relação às colegas mais experientes, Roberta superou as dificuldades e se firmou como a Paquita que mais tempo trabalhou ao lado de Xuxa, permanecendo no grupo por oito anos.
A quarta formação da primeira geração das Paquitas, composta por Andréa Veiga (Paquita), Andréa Faria (Xiquita Sorvetão), Luise Wischermann (Pituxa Alemã), Ana Paula Guimarães (Catuxa) e Roberta Cipriani (Xiquitita Surfista), firmou-se como o grupo principal do Xou da Xuxa. Com figurinos icônicos e ampla presença na mídia, essa formação estabeleceu o grupo como parte essencial do programa e um marco no entretenimento infantil brasileiro.

### Paquitas Segunda Geração (1987–1995)

#### Renovação do grupo e novas integrantes
Com o sucesso crescente do Xou da Xuxa e o fortalecimento das Paquitas como ícones culturais no Brasil, uma renovação no grupo tornou-se essencial para acompanhar o entusiasmo do público e manter o programa dinâmico. Em dezembro de 1987, Priscilla Couto conhecida como "Catuxita Top Model", junto com Tatiana Maranhão conhecida como "Paquitita Loura", foram as primeiras integrantes a fazerem parte dessa nova fase. Priscilla Couto, apelidada de "Catuxita Top Model", chamou a atenção de Xuxa e Marlene Mattos ao se destacar em competições de desfile promovidas pelo programa, cativando o público com sua elegância e postura. Após dois meses de seletivas, Priscilla foi oficialmente coroada ao lado de Tatiana Maranhão a "Paquitita Loura", em dezembro de 1987, no Xou da Xuxa especial de Ano Novo. Inicialmente, recebeu o título de "Pituxita", em homenagem à Paquita Luise Wischermann, que a coroou pessoalmente. Mais tarde, adotou o apelido definitivo "Catuxita Top Model", refletindo sua experiência como modelo da loja O Bicho Comeu. Embora Priscilla e Tatiana tenham sido eleitas Paquitas em 31 de dezembro de 1987, elas não usaram a fardinha imediatamente após a coroação. A produção do programa optou por fazê-las estrear o figurino de Paquita apenas na temporada de 1988 do Xou da Xuxa, que também contava com um novo cenário. Por isso, elas passaram quase três meses no palco sem o icônico traje. Priscilla tornou-se uma das integrantes mais duradouras do grupo, participando de projetos como discos, filmes, shows e campanhas publicitárias.
Outro nome de destaque nessa fase foi Tatiana Maranhão, apelidada de "Paquitita Loura". Tatiana foi convidada por Marlene Mattos após acompanhar sua irmã, Patrícia Maranhão — vocalista do trio Afrodite Se Quiser — em uma visita ao programa. Após dois meses de testes, Tatiana foi oficialmente coroada ao lado de Priscilla Couto a "Catuxita Top Model", em 31 de dezembro de 1987, no Xou da Xuxa especial de Ano Novo, consolidando seu lugar no grupo. Assim como Priscilla, Tatiana não usou a fardinha imediatamente após a coroação. A produção do programa decidiu que as duas só usariam o traje de Paquita na estreia da temporada de 1988, que introduziu um novo cenário e figurinos. Por isso, ela também passou quase três meses no palco do Xou da Xuxa sem o traje oficial. Originalmente morena, Tatiana clareou os cabelos gradualmente para alinhar-se ao visual tradicional das Paquitas. E foi por esse motivo que Tatiana foi apelidada de "Paquitita Loura", o apelido "Loura", foi dado por Xuxa em referência ao clareamento dos seus cabelos que foi acontecendo aos poucos até que no dia do lançamento do primeiro álbum das Paquitas ela já estava completamente loira. A primeira aparição de Tatiana com os cabelos no "Padrão Paquita", aconteceu em uma edição do programa Bobeou Dançou, atração dominical apresentado por Xuxa no ano de 1989. Tatiana, destacou-se no grupo por conta da sua habilidade vocal, sendo uma das mais notáveis durante as apresentações musicais do grupo.

#### Primeiras saídas e mudanças
Em março de 1988, com o grupo já consolidado, Andréa Veiga a "Paquita", a primeira Paquita da Xuxa, decidiu deixar o Xou da Xuxa para seguir carreira solo como apresentadora. Ela assumiu o programa infantil Pintando o Sete, transmitido pela TV Record de São Paulo. Andréa Veiga (Paquita) deixou o grupo, antes do programa Xou da Xuxa, especial de aniversário de 25 anos da Xuxa. Apesar de ter saído do grupo em março de 1988, Andréa participou do coro do disco "Xou da Xuxa 3", o quarto álbum de estúdio de Xuxa, mesmo não sendo citada na ficha técnica. Além disso, Andréa Veiga (Paquita) foi convidada para participar do show de estreia da turnê Xou da Xuxa 88, no Scala e dos shows iniciais do espetáculo, que promovia o quarto álbum de estúdio da "Rainha dos Baixinhos". Foi justamente nessa época que Andréa Veiga (Paquita) usou pela primeira vez a fardinha clássica das Paquitas de 1988, com o "X" dourado no topo do chapéu. Após a saída de Andréa Veiga a primeira "Paquita" da Xuxa, a diretora Marlene Mattos decidiu que o apelido "Paquita" não seria mais utilizado por nenhuma outra menina. Além do mais, a saída de Andréa Veiga a primeira "Paquita" da Xuxa, encerrou uma fase importante na história das Paquitas, abrindo espaço para novas integrantes e dando continuidade ao legado do grupo.
Entre a saída de Andréa Veiga (Paquita) e a entrada de Ana Paula Almeida (Pituxita Bonequinha), a farda clássica das Paquitas estreou no palco do Xou da Xuxa em 1988, junto com o novo cenário. Este figurino se tornou o visual oficial do grupo e, com pequenas modificações, foi usado até o fim da atração em 1992. Todas as Paquitas da "Geração Xou da Xuxa" usaram a farda com o "X" no topo do chapéu. A primeira versão da fardinha clássica tinha um "X" dourado no topo do chapéu que, por ser de metal, amassava facilmente. Na transição de cenário de 1987 para 1988, as "Paquitonas" — Andréa Faria (Xiquita Sorvetão), Luise Wischermann (Pituxa Alemã) e Ana Paula Guimarães (Catuxa) usavam chapéus sem a linha dourada na parte de cima. A padronização dos chapéus, com uma linha dourada na parte superior e duas na parte inferior, ocorreu no meio da terceira temporada do programa. Foi essa versão padronizada da farda que as novas Paquitas — Priscilla Couto (Catuxita Top Model), Tatiana Maranhão (Paquitita Loura) e Ana Paula Almeida (Pituxita Bonequinha) usaram.
Logo após a saída de Andréa Veiga (Paquita), em abril de 1988, Ana Paula Almeida (Pituxita Bonequinha) foi escolhida para integrar o grupo das Paquitas. Sua trajetória começou de forma inesperada: aos nove anos, enquanto se preparava para ir à escola, recebeu uma ligação da produção do programa da Xuxa, convidando-a para os testes. Sem saber, sua irmã mais velha havia enviado uma carta à Globo, e entre mais de duas mil candidatas, Ana Paula foi selecionada. Vinda de uma família modesta do bairro de Vista Alegre, no subúrbio do Rio, Ana Paula nutria o simples sonho de ver Xuxa passando de carro por sua rua, mas acabou vivendo algo muito maior ao ser coroada Paquita. Ela foi coroada já no novo cenário do programa, enquanto algumas músicas do disco "Xou da Xuxa 3" já estavam tocando. Durante a coroação, emocionada, a própria Xuxa a apelidou carinhosamente de "Pituxita Bonequinha", comentando: "Olha só como ela é linda até chorando, parece uma bonequinha." É importante ressaltar que, por ter ingressado no grupo em abril de 1988, Ana Paula Almeida (Pituxita Bonequinha) não participou das gravações do coro do disco "Xou da Xuxa 3", o quarto álbum de estúdio de Xuxa.
Em março de 1989, com o grupo das Paquitas em plena atividade e prestes a gravar seu primeiro álbum, duas integrantes decidiram seguir novos rumos: Luise Wischermann, a "Pituxa Alemã" e Ana Paula Guimarães, a "Catuxa". Ambas receberam um convite para apresentar o programa de variedades Clip Shop na TV Rio, uma oportunidade que as levou a deixar o Xou da Xuxa, mesmo contra a vontade de Marlene Mattos e Xuxa. Embora o Clip Shop não tenha alcançado o sucesso esperado, essa experiência marcou a primeira tentativa de ambas em construir uma carreira fora do universo das Paquitas.

#### Nova expansão do grupo
Para preencher as vagas deixadas por Luise Wischermann e Ana Paula Guimarães, a produção do Xou da Xuxa organizou o concurso "Paquitonas 89", onde candidatas competiram por um lugar no renomado grupo das Paquitas. Entre as participantes, Letícia Spiller destacou-se, sendo coroada em 4 de abril de 1989, como a nova "Pituxa" após indicação de Andréa Faria, a "Xiquita Sorvetão", e passando por um processo seletivo que durou um mês. Durante a seleção, Letícia competiu com Cátia Paganote, que mais tarde se tornaria a "Miúxa". No entanto, anteriormente ambas também já haviam disputado à vaga de "Paquita", porém a seleção para substituir Andréa Veiga a primeira "Paquita" da Xuxa acabou sendo cancelada. Letícia, desde o anúncio das inscrições, revelou sua confiança em ser escolhida, comentando: “Sou eu”.
Com seu comportamento estabanado, Letícia logo conquistou o apelido de "Pituxa Pastel" e protagonizou momentos marcantes no programa, como a famosa queda do queijo do Paradão dos Baixinhos e o dia em que, distraída, esqueceu a colega Paquitita Tatiana Maranhão no colégio no dia da gravação do programa. Letícia se tornaria uma das ex-Paquitas mais bem-sucedidas, construindo uma carreira sólida como atriz, permanecendo na memória dos fãs como uma das integrantes mais queridas dessa geração.
Outra adição marcante à segunda geração das Paquitas foi Cátia Paganote, apelidada de "Miúxa Bruxa". Cátia foi oficialmente a única integrante do grupo que foi apelidada de "Miúxa", ela também foi a segunda garota mais testada para se tornar Paquita, passando por dez meses de testes até ser oficialmente coroada como Paquita em 27 de abril de 1989, durante a comemoração do aniversário da produtora Marlene Mattos na boate carioca Zoom. Cátia destacou-se por sua determinação, criatividade e características únicas: seus cabelos cacheados fugiam do padrão liso e loiro predominante no grupo, e sua habilidade em imitar a risada de uma bruxa lhe rendeu o carinhoso apelido "Miúxa Bruxa". Após a saída de Andréa Veiga, a primeira "Paquita", Marlene Mattos optou por não substituí-la, porque além de ter sido a primeira "Paquita", o nome surgiu através da sua entrada no programa Clube da Criança, uma decisão que levou Cátia Paganote a receber o apelido de "Miúxa Bruxa". Antes de ingressar nas Paquitas, Cátia participou de testes para se tornar Angelicat no Clube da Criança e de quadros no programa Os Trapalhões e no Domingão do Faustão, no segmento Rala e Rola. Sua dedicação e personalização dos figurinos durante o processo seletivo foram diferenciais decisivos para sua entrada no grupo. 
Ainda em 1989, as Paquitas – Andréa Faria (Xiquita Sorvetão), Roberta Cipriani (Xiquitita Surfista), Priscilla Couto (Catuxita Top Model), Tatiana Maranhão (Paquitita Loura), Ana Paula Almeida (Pituxita Bonequinha), Letícia Spiller (Pituxa Pastel) e Cátia Paganote (Miúxa Bruxa) – participaram do programa Bobeou Dançou. Originalmente um quadro de sucesso no Xou da Xuxa, o Bobeou Dançou se tornou um programa dominical independente, exibido entre 9 de julho a 31 de dezembro de 1989. O Bobeou Dançou foi o primeiro quadro do Xou da Xuxa a ganhar vida própria. O segundo foi Paradão da Xuxa, em 1992. O formato era uma gincana entre equipes de adolescentes (de 13 a 17 anos) de colégios, turmas de rua ou associações de moradores. As equipes, com cerca de 200 integrantes, eram representadas por um casal que participava das provas. As competições eram baseadas em charadas e provas. No primeiro bloco, as duplas tinham que decifrar charadas em um painel. No segundo, o cenário se abria para uma casa de dois andares e seis cômodos, onde as respostas para novas charadas estavam escondidas. Os participantes podiam revirar a casa em busca dos objetos que solucionavam as charadas. Uma Paquita específica auxiliava nas provas dentro do cenário, enquanto as outras ajudavam a animar a plateia. O casal vencedor da primeira fase ganhava prêmios em dinheiro para sua equipe. No bloco seguinte, eles competiam por prêmios individuais, como computadores, videocassetes e rádios. A dupla eliminada recebia como consolo uma caderneta de poupança no valor de 250 cruzados novos. Uma atração musical encerrava o programa, transformando o palco em uma festa.

#### Transição musical e novas adições
Com essa nova formação, as Paquitas lançaram seu primeiro álbum, Paquitas, em setembro de 1989. O disco rapidamente se tornou um marco na carreira do grupo, impulsionado por sucessos como "Alegres Paquitas", "Playback", e especialmente "Fada Madrinha (É Tão Bom)". Esta última canção teve um papel fundamental no sucesso do álbum, pois sua primeira apresentação pública ocorreu em 30 de junho de 1989, como uma homenagem a Xuxa no especial de três anos do Xou da Xuxa.
De início, "Fada Madrinha (É Tão Bom)" foi gravada pelas Paquitas — Andréa Faria (Xiquita Sorvetão), Roberta Cipriani (Xiquitita Surfista), Priscila Couto (Catuxita Top Model), Tatiana Maranhão (Paquitita Loura), Ana Paula Almeida (Pituxita Bonequinha) e Letícia Spiller (Pituxa Pastel). Cátia Paganote (Miúxa Bruxa), então nova no grupo, não esteve presente nessa primeira gravação e por isso somente acompanhou as outras integrantes no refrão durante a apresentação da canção no programa. O vocal de Cátia Paganote (Miúxa Bruxa) só foi adicionado na música posteriormente, antes do lançamento do álbum. A performance da canção no programa foi um grande sucesso, o que solidificou a decisão de lançá-la como um dos principais singles do álbum e, por sua vez, consolidou as Paquitas como um grupo musical de destaque, impulsionando suas vendas e popularidade no cenário musical. Após assinarem contrato com a gravadora RGE, as Paquitas embarcaram em uma turnê por todo o Brasil, o que impulsionou ainda mais sua popularidade e garantiu sua presença no mercado fonográfico.
Em 24 de dezembro de 1989, as Paquitas — Andréa Faria (Xiquita Sorvetão), Roberta Cipriani (Xiquitita Surfista), Priscilla Couto (Catuxita Top Model), Tatiana Maranhão (Paquitita Loura), Ana Paula Almeida (Pituxita Bonequinha), Letícia Spiller (Pituxa Pastel) e Cátia Paganote (Miúxa Bruxa) — participaram do primeiro especial de Natal da Xuxa, exibido pela Rede Globo intitulado de Xuxa Especial de Natal.
Em janeiro de 1990, Andréa Faria, conhecida como "Xiquita Sorvetão", deixou o grupo das Paquitas em circunstâncias conturbadas. Sua última aparição como Paquita foi no especial de Ano Novo do Xou da Xuxa, exibido em 1 de janeiro de 1990. Durante um período de recesso das gravações do Xou da Xuxa, enquanto que as Paquitas seguiam normalmente com sua agenda, Andréa acabou não participando de um evento em Juiz de Fora por restrições médicas. Ao saber disso, Marlene Mattos, então diretora e empresária de Xuxa e que estava com a apresentadora em um evento nos Estados Unidos, ligou diretamente para Andréa e a repreendeu pela ausência, levando-a, aos 16 anos, a decidir encerrar de forma abrupta a sua trajetória como Paquita. Embora Marlene alegasse para Xuxa que Andréa desejava uma carreira solo, a saída ocorreu de forma inesperada e sem despedidas, com Xuxa recebendo uma versão diferente dos acontecimentos. Na época, Andréa recebeu propostas de outras emissoras, mas ela optou por permanecer na Rede Globo, ao aceitar uma proposta para ser repórter ocasional do Domingão do Faustão e também integrar o elenco de Os Trapalhões entre 1991 e 1994.
Ainda em janeiro de 1990, após a saída de Andréa Faria (Xiquita Sorvetão) do grupo, a música "Fada Madrinha (É Tão Bom)" foi regravada para ser apresentada no Xou da Xuxa e em outros programas de TV. Nessa nova versão, os versos que eram interpretados por Andréa foram regravados por Letícia Spiller (Pituxa Pastel). Além disso, as outras integrantes do grupo também regravaram as suas partes na canção. Essa versão da música foi posteriormente lançada em 1999, na coletânea "Aquarela Mágica - Vol. 10", da Som Livre.
Em 1 de fevereiro de 1990, Juliana Baroni, apelidada de "Catuxa Jujuba", foi anunciada oficialmente como a oitava Paquita através do concurso "Paquita Paulista", criado exclusivamente para meninas de São Paulo. Natural de Limeira, Juliana concorreu com cerca de 1.200 candidatas para preencher a vaga deixada há dez meses por Ana Paula Guimarães, a primeira "Catuxa", que saiu do grupo em março de 1989. O concurso, um dos mais disputados na história das Paquitas, contou com três fases de testes, culminando com a coroação de Juliana como a nova Catuxa, marcando sua entrada no grupo. É importante destacar que a primeira música gravada por Juliana Baroni (Catuxa Jujuba) já escolhida oficialmente como Paquita foi "Lua de Cristal". Esta faixa integra o disco "Xuxa 5", que é o sétimo álbum de estúdio de Xuxa.
Em 27 de março de 1990, uma edição especial do Xou da Xuxa celebrou o aniversário de 27 anos da apresentadora com três momentos marcantes: a final do concurso "Xiquita 1990" e duas homenagens musicais. Para preencher a vaga deixada por Andréa Faria (Xiquita Sorvetão), foi realizado o concurso "Xiquita 1990", do qual Bianca Rinaldi, apelidada de "Xiquita Bibi", saiu vitoriosa, mesmo após ter perdido o concurso "Paquita Paulista" para Juliana Baroni (Catuxa Jujuba). Sua entrada no grupo foi amplamente divulgada, com aparições em capas de revistas, matérias em jornais e uma participação especial no Domingão do Faustão, ainda sem a farda oficial. É importante lembrar que a única canção do álbum "Xuxa 5", o sétimo álbum de estúdio de Xuxa, na qual Bianca Rinaldi (Xiquita Bibi) não gravou os vocais foi "Lua de Cristal", pois a música, tema do filme homônimo, foi apresentada pela primeira vez justamente na final desse concurso. Nesse mesmo programa, as Paquitas — Roberta Cipriani (Xiquitita Surfista), Priscilla Couto (Catuxita Top Model), Tatiana Maranhão (Paquitita Loura), Ana Paula Almeida (Pituxita Bonequinha), Letícia Spiller (Pituxa Pastel), Cátia Paganote (Miúxa Bruxa) e Juliana Baroni (Catuxa Jujuba), juntamente com os Paquitos — Marcello Faustini (Celo), Cláudio Heinrich (Claudinho), Egon Júnior (Gigio), Robson Barros (Rob) e Alexandre Canhoni (Xandi / Xiquito), apresentaram a música "Quem É Que?" em homenagem à Xuxa. Nesse mesmo programa, as Paquitas — Priscilla Couto (Catuxita Top Model) e Juliana Baroni (Catuxa Jujuba), também apresentaram a música "Fada, Loira, Menina", que também foi em homenagem à Xuxa. A música foi composta por Sergio Valério e Marcelo Henrique, dois fãs paulistas que também compuseram outra homenagem à Xuxa: "Chuvas de Amor", que foi apresentada no primeiro programa da temporada de 1992 do Xou da Xuxa.

#### Consolidação e participação no cinema
Em 1990, o grupo Paquitas marcou presença em dois filmes icônicos da cultura pop brasileira. O primeiro, Lua de Cristal, estrelado por Xuxa, foi um sucesso de bilheteria. As Paquitas – Roberta Cipriani (Xiquitita Surfista), Priscilla Couto (Catuxita Top Model), Tatiana Maranhão (Paquitita Loura), Ana Paula Almeida (Pituxita Bonequinha), Letícia Spiller (Pituxa Pastel), Cátia Paganote (Miúxa Bruxa) e Juliana Baroni (Catuxa Jujuba) desempenharam papéis de apoio. Bianca Rinaldi, a "Xiquita Bibi", que estava em fase final de testes para se tornar Paquita, não participou das filmagens principais do longa-metragem. Sua aparição se resumiu à cena final do filme, durante o show em que a personagem Maria (Xuxa) supera o medo de cantar em público e interpreta a música tema ao lado das Paquitas. Essa cena foi gravada dois dias após Bianca ter sido escolhida como a nova "Xiquita". Inclusive, no pôster do filme, Bianca aparece separada do grupo, pois as fotos para divulgação já estavam prontas e as suas foram adicionadas posteriormente.
Para a trilha sonora de Lua de Cristal, as Paquitas gravaram três músicas inéditas: "O Bob Não É Bobo", "Mangas de Fora" (ambas disponibilizadas em 2001 no DVD do filme, que já está fora de catálogo) e "Chá Com Porradas". Esta última nunca foi lançada comercialmente, mas ganhou uma versão com os Paquitos. A trilha sonora completa do filme nunca foi lançada comercialmente. Bianca Rinaldi (Xiquita Bibi) não gravou nem backing vocal para essas três músicas, pois ainda estava em fase final de testes para se tornar Paquita, o que explica sua ausência nas filmagens principais.
O segundo filme, Sonho de Verão, foi produzido especialmente para destacar as Paquitas, contando com Sérgio Mallandro, a ex-Paquita Andréa Veiga e os Paquitos também no elenco. O filme se tornou um clássico entre os fãs da época, consolidando o status das Paquitas como estrelas também no cinema e ampliando sua presença no cenário cultural brasileiro.
Para a trilha sonora de Sonho de Verão, foram incluídas três músicas das Paquitas. Duas delas, "Playback" e "Um Ano Sem Você", já faziam parte do primeiro álbum do grupo. A terceira, a inédita "Sonho de Verão", foi gravada especialmente para ser a música tema do filme. Inicialmente, a música seria um solo de Tatiana Maranhão (Paquitita Loura), que chegou a gravá-la, e essa versão solo seria a oficial, usada na trilha sonora do longa-metragem, mas acabou sendo descartada. Juliana Baroni (Catuxa Jujuba) e Bianca Rinaldi (Xiquita Bibi) participaram apenas do backing vocal da música "Sonho de Verão", pois as outras duas músicas do filme já haviam sido gravadas antes de ambas se tornarem Paquitas. As músicas "Mangas de Fora" e "Sonho de Verão" foram posteriormente adicionadas ao segundo álbum que o grupo lançaria em 1991, sem os vocais de Tatiana Maranhão (Paquitita Loura), que nessa época já havia deixado o grupo.

#### Pressões e nova integrante
Em 19 de novembro de 1990, Tatiana Maranhão, conhecida como "Paquitita Loura", deixou oficialmente o grupo das Paquitas após enfrentar meses de suspensões e intensa pressão para atingir o padrão físico exigido pela diretora Marlene Mattos. Embora tenha participado das gravações do filme Sonho de Verão e até tivesse duas músicas solo na trilha sonora, Tatiana foi excluída do cartaz promocional e das atividades de divulgação devido a uma suspensão. As cobranças persistentes para que ela perdesse peso culminaram em um transtorno alimentar e em episódios de humilhação pública, levando-a a sair definitivamente do grupo. Tatiana foi a primeira Paquita de sua geração a ter uma despedida pública no palco do programa. Chegou a gravar faixas para um disco solo, produzido por Sullivan e Massadas, mas optou por não lançá-lo.
Após a saída de Tatiana Maranhão (Paquitita Loura), Flávia Fernandes foi selecionada para integrar o grupo, recebendo o apelido de "Paquitita Pluft" — uma referência ao fantasma Pluft, da peça Pluft, O Fantasminha de Maria Clara Machado — em alusão à sua pele muito clara. Flávia, já havia passado por uma série de testes anteriores sem sucesso, ela foi a garota mais testada para se tornar Paquita, antes de realizar seu sonho. Sua jornada começou em 1988, quando concorreu a vaga de "Paquita" após a saída de Andréa Veiga. No entanto, a seleção para substituir a primeira "Paquita" da Xuxa, foi cancelada. Em março de 1989, surgiu a oportunidade de uma nova seleção para a vaga de "Pituxa", e Flávia tentou novamente, mas sem sucesso. Poucos meses depois, em maio de 1989, ela se candidatou a vaga de "Catuxa", mas o concurso foi cancelado e substituído pela seleção da "Paquita Paulista". Por ser carioca, Flávia não pôde participar dessa seleção. Em março de 1990, Flávia fez mais uma tentativa, desta vez para a vaga de "Xiquita", mas também não foi selecionada. Apesar das repetidas tentativas e frustrações, Flávia persistiu e continuou buscando seu objetivo. Aliás, antes mesmo de ser oficialmente coroada como Paquita, Flávia Fernandes participou do coro das músicas "Pinel Por Você", "Tempero da Lambada", "Canja de Galinha", "Vem Labaxuxa" e "Leitura" — faixas presentes no disco "Xuxa 5", o sétimo álbum de estúdio de Xuxa, que foi lançado em 1 de agosto de 1990. Por fim, com a saída de Tatiana em 19 de novembro de 1990, Flávia foi finalmente convidada a se juntar as Paquitas, desta vez sem necessidade de novos testes. Após dois anos frequentando o Teatro Fênix e acompanhando de perto a rotina das Paquitas, Flávia já estava mais do que preparada para assumir o posto. Relatos indicam que Marlene Mattos havia prometido a ela que, de um jeito ou de outro, se tornaria uma Paquita, e Flávia acabou, de fato, se tornando a última integrante da "Geração Xou da Xuxa".
Em 25 de dezembro de 1990, as Paquitas — Roberta Cipriani (Xiquitita Surfista), Priscilla Couto (Catuxita Top Model), Ana Paula Almeida (Pituxita Bonequinha), Letícia Spiller (Pituxa Pastel), Cátia Paganote (Miúxa Bruxa), Juliana Baroni (Catuxa Jujuba), Bianca Rinaldi (Xiquita Bibi) e Flávia Fernandes (Paquitita Pluft) — participaram do especial de Natal da Xuxa, intitulado Milagre da Vida.
Também em 25 de dezembro de 1990, as Paquitas — Roberta Cipriani (Xiquitita Surfista), Priscilla Couto (Catuxita Top Model), Ana Paula Almeida (Pituxita Bonequinha), Letícia Spiller (Pituxa Pastel), Cátia Paganote (Miúxa Bruxa), Juliana Baroni (Catuxa Jujuba), Bianca Rinaldi (Xiquita Bibi) e Flávia Fernandes (Paquitita Pluft) — participaram ao lado de Xuxa do especial de Natal de Roberto Carlos, intitulado Roberto Carlos: Verde É Vida. O evento foi gravado no Maracanãzinho, no Rio de Janeiro. Essa foi a primeira e única vez que Xuxa e suas Paquitas estiveram presentes em um especial de Natal do cantor.

#### Expansão musical e internacional
Em 1991, as Paquitas — Roberta Cipriani (Xiquitita Surfista), Priscilla Couto (Catuxita Top Model), Ana Paula Almeida (Pituxita Bonequinha), Letícia Spiller (Pituxa Pastel), Cátia Paganote (Miúxa Bruxa), Juliana Baroni (Catuxa Jujuba), Bianca Rinaldi (Xiquita Bibi) e Flávia Fernandes (Paquitita Pluft) — participaram do coro do disco "Xuxa 2". Este foi o oitavo álbum de estúdio de Xuxa e seu segundo em espanhol, e é o único a creditar as Paquitas nos coros dos discos lançados pela "Rainha dos Baixinhos" na língua castelhana. Apesar disso, algumas Paquitas da "Geração Xou da Xuxa" afirmam ter contribuído vocalmente para os três primeiros discos em espanhol de Xuxa. Contudo, a menção oficial na ficha técnica ocorreu apenas no projeto de 1991, o que levanta a questão sobre a documentação de suas participações anteriores.
Ainda em 1991, Ana Paula Guimarães retornou para o grupo, mas participando exclusivamente do programa El show de Xuxa, exibido na Argentina e acompanhando os shows e apresentações internacionais de Xuxa pela América Latina. E como no grupo já existia a "Catuxa Jujuba" (Juliana Baroni), Xuxa então rebatizou Ana Paula Guimarães de "Catu", apelido pelo qual ela é conhecida até hoje. O programa El show de Xuxa teve três temporadas. As duas primeiras, exibidas entre 1991 e 1992, foram produzidas pelo canal argentino Telefe, enquanto a terceira temporada, de 1993, foi produzida de forma independente e vendida para transmissão ao também canal argentino El Trece. O programa foi ao ar de 6 de maio de 1991 a 31 de dezembro de 1993. Para a gravação do programa, Xuxa passava 15 dias no Brasil e 15 dias na Argentina. A cada duas semanas, cinco episódios eram gravados por dia e o programa era vendido para 16 países da América Latina.
Devido a limitações de custo e logística, na primeira temporada, em 1991, apenas quatro Paquitas podiam viajar para as gravações na Argentina. Ana Paula Guimarães (Catu) e Letícia Spiller (Pituxa Pastel) eram as únicas presenças fixas, enquanto as duas vagas restantes eram preenchidas em sistema de rodízio pelas demais Paquitas da época. Após a saída de Letícia Spiller em abril de 1992, Ana Paula Guimarães (Catu) se tornou a única presença fixa nas temporadas de 1992 e 1993. As outras três vagas eram ocupadas por um sistema de rodízio com as demais Paquitas. A troca de cores nos uniformes das Paquitas era uma constante no programa El show de Xuxa, e essa prática também era comum nas turnês de Xuxa pelo Brasil e pela América Latina, ficando a critério de Marlene Mattos.
Aliás, ainda em 1991, o grupo lançou seu segundo álbum de estúdio, "Paquitas", que incluiu sucessos como "Sonho de Verão", "Trocando Energia", "Batatinha Frita" e "Mangas de Fora". Esse álbum consolidou ainda mais o status das Paquitas como ícones da música pop infantil e manteve o grupo no auge do sucesso. Também ainda em 1991, as Paquitas — Roberta Cipriani (Xiquitita Surfista), Priscilla Couto (Catuxita Top Model), Ana Paula Almeida (Pituxa Bonequinha), Letícia Spiller (Pituxa Pastel), Cátia Paganote (Miúxa Bruxa), Juliana Baroni (Catuxa Jujuba), Bianca Rinaldi (Xiquita Bibi) e Flávia Fernandes (Paquitita Pluft) — participaram do backing vocal da música "Rap do Ovo". Essa canção faz parte da trilha sonora do filme Inspetor Faustão e o Mallandro, e seus vocais principais foram interpretados por Sérgio Mallandro e Faustão. Vale ressaltar que a música também possui uma versão solo, cantada apenas por Sérgio Mallandro e com os backing vocals das Paquitas.
Ainda em 1991, as Paquitas — Roberta Cipriani (Xiquitita Surfista), Priscilla Couto (Catuxita Top Model), Ana Paula Almeida (Pituxa Bonequinha), Letícia Spiller (Pituxa Pastel), Cátia Paganote (Miúxa Bruxa), Juliana Baroni (Catuxa Jujuba), Bianca Rinaldi (Xiquita Bibi) e Flávia Fernandes (Paquitita Pluft) — gravaram sua única música em espanhol "Sueño de Verano". Esta canção é a versão em espanhol da música "Sonho de Verão". A faixa entrou para a trilha sonora da novela infantil argentina El árbol azul, fazendo bastante sucesso na América Latina, sendo amplamente divulgada no programa El show de Xuxa da Argentina e nas turnês de Xuxa fora do Brasil. Vale destacar que Ana Paula Guimarães (Catu), mesmo não tendo participado da gravação, chegou a se apresentar com a música no programa El show de Xuxa especial de Ano Novo de 1991. A base instrumental é a mesma utilizada na versão do filme Sonho de Verão, com uma ligeira acelerada. Na segunda parte da canção, Ana Paula Almeida a "Pituxita Bonequinha" substitui a voz de Roberta Cipriani a "Xiquitita Surfista". O refrão, que no Brasil ficou a cargo de Ana Paula Almeida a "Pituxita Bonequinha", é cantado em coro por todas as Paquitas.
Também em 1991, as Paquitas — Roberta Cipriani (Xiquitita Surfista), Priscilla Couto (Catuxita Top Model), Ana Paula Almeida (Pituxa Bonequinha), Letícia Spiller (Pituxa Pastel), Cátia Paganote (Miúxa Bruxa), Juliana Baroni (Catuxa Jujuba), Bianca Rinaldi (Xiquita Bibi) e Flávia Fernandes (Paquitita Pluft) — participaram dos backing vocals de uma única música do álbum "Xou da Xuxa Seis". A canção, "Bom Dia", era executada diariamente no primeiro bloco da quinta temporada do programa Xou da Xuxa. Contudo, o coro principal do nono álbum de estúdio de Xuxa, foi na verdade, realizado pelas Meninas Cantoras de Petrópolis, que fizeram os backing vocals de onze das treze faixas presentes no disco. Em 15 de dezembro de 1991, as Paquitas — Roberta Cipriani (Xiquitita Surfista), Priscilla Couto (Catuxita Top Model), Ana Paula Almeida (Pituxita Bonequinha), Letícia Spiller (Pituxa Pastel), Cátia Paganote (Miúxa Bruxa), Juliana Baroni (Catuxa Jujuba), Bianca Rinaldi (Xiquita Bibi) e Flávia Fernandes (Paquitita Pluft) — participaram, ao lado de Xuxa, do show Chegada do Papai Noel. Que aconteceu no Estádio Orlando Scarpelli em Florianópolis, Santa Catarina. É importante destacar que o evento também aconteceu em 21 de dezembro de 1991, no Estádio Beira-Rio, em Porto Alegre, Rio Grande do Sul. Essas foram as últimas vezes em que a "Geração Xou da Xuxa" de Paquitas participaram do evento junto com a Xuxa.
Em 21 de dezembro de 1991, as Paquitas — Roberta Cipriani (Xiquitita Surfista), Priscilla Couto (Catuxita Top Model), Ana Paula Almeida (Pituxita Bonequinha), Letícia Spiller (Pituxa Pastel), Cátia Paganote (Miúxa Bruxa), Juliana Baroni (Catuxa Jujuba), Bianca Rinaldi (Xiquita Bibi) e Flávia Fernandes (Paquitita Pluft) — participaram do especial de fim de ano Paradão da Xuxa Especial. O Paradão, que era um quadro do Xou da Xuxa, teve um especial de fim de ano, que funcionou como seu episódio piloto. No ano seguinte, ele se tornaria um programa independente. Para o especial, quinze canções foram selecionadas por meio de votação de crianças e adultos que participaram do Xou da Xuxa entre outubro e novembro de 1991. Xuxa fazia um breve resumo da carreira do artista antes de cada apresentação. O Troféu Paradão 91, uma pequena estatueta de bronze da Rainha, foi entregue aos artistas por crianças vestidas com trajes de gala. As Paquitas foram agraciadas com o troféu em reconhecimento ao sucesso da canção "Auê", presente no segundo álbum do grupo. Elas receberam o prêmio das mãos do Indiozinho Fábio Rodrigues. Nesse mesmo programa, as Paquitas apresentaram a música "Lua de Cristal" ao lado de Xuxa. Xuxa também recebeu um Troféu Paradão 91 das mãos do cantor Roberto Carlos pelo sucesso da música, essa apresentação aconteceu no encerramento do programa.
Em 24 de dezembro de 1991, as Paquitas — Roberta Cipriani (Xiquitita Surfista), Priscilla Couto (Catuxita Top Model), Ana Paula Almeida (Pituxita Bonequinha), Letícia Spiller (Pituxa Pastel), Cátia Paganote (Miúxa Bruxa), Juliana Baroni (Catuxa Jujuba), Bianca Rinaldi (Xiquita Bibi) e Flávia Fernandes (Paquitita Pluft) — participaram do especial de Natal da Xuxa, intitulado Fábrica de Ilusões.
Em abril de 1992, Letícia Spiller, conhecida como "Pituxa Pastel", deixou o grupo das Paquitas. Essa saída ocorreu durante as férias do Xou da Xuxa, motivada por uma suspensão após uma discussão com Marlene Mattos sobre questões de peso. Antes de sua saída definitiva do grupo, Letícia participou da primeira fase das gravações do programa Xuxa Park, exibido na Espanha. Sua última aparição como Paquita em programas inéditos do Xou da Xuxa no Brasil foi no especial de Ano Novo, exibido em 31 de dezembro de 1991. Após essa data, Letícia ainda fez algumas aparições pontuais como Paquita no Brasil. Ela participou de uma apresentação musical do grupo no Domingão do Faustão e, em outra ocasião, o grupo fez uma apresentação musical no programa Passa ou Repassa, do SBT, antes dela e do Paquito — Cláudio Heinrich (Claudinho) competirem contra a Paquita — Priscilla Couto (Catuxita Top Model) e o Paquito — Egon Júnior (Gigio). Logo após deixar o grupo, Letícia Spiller foi escalada para a novela Despedida de Solteiro, dando início à sua carreira de atriz. Sua saída abriu espaço para o retorno definitivo de Ana Paula Guimarães (Catu) ao grupo das Paquitas no Brasil, assumindo a liderança e participando de todas as produções da apresentadora, tanto no Brasil quanto no exterior.
Em 1992, mais precisamente no dia 20 de abril, na estreia da sétima e última temporada do programa Xou da Xuxa, as Paquitas — Roberta Cipriani (Xiquitita Surfista), Ana Paula Almeida (Pituxita Bonequinha), Cátia Paganote (Miúxa Bruxa), Juliana Baroni (Catuxa Jujuba), Bianca Rinaldi (Xiquita Bibi) e Flávia Fernandes (Paquitita Pluft) — apresentaram a música "Chuvas de Amor", em homenagem à Xuxa. Além das Paquitas, a apresentação contou com a participação de Marcelo Henrique, autor da canção, que também tocou saxofone durante a performance. Marcelo Henrique, um grande fã de Xuxa, compôs a música em parceria com Sérgio Valério. Vale lembrar que Marcelo Henrique e Sérgio Valério também foram os compositores da música "Fada, Loira, Menina", que foi interpretada pelas Paquitas — Priscilla Couto (Catuxita Top Model) e Juliana Baroni (Catuxa Jujuba), em homenagem à Xuxa e apresentada no especial de aniversário de 27 anos da apresentadora no Xou da Xuxa. Na performance de "Chuvas de Amor", Priscilla Couto, a "Catuxita Top Model", não participou devido a uma suspensão, e Ana Paula Guimarães, a "Catu", também não esteve presente, já que só retornaria oficialmente ao grupo no Brasil pouco tempo depois dessa apresentação.
Em 1992, as Paquitas — Roberta Cipriani (Xiquitita Surfista), Priscilla Couto (Catuxita Top Model), Ana Paula Almeida (Pituxita Bonequinha), Cátia Paganote (Miúxa Bruxa), Juliana Baroni (Catuxa Jujuba), Bianca Rinaldi (Xiquita Bibi), Flávia Fernandes (Paquitita Pluft) e Ana Paula Guimarães (Catu) — frequentemente se apresentavam como atração musical no programa Paradão da Xuxa. O Paradão da Xuxa surgiu como um programa independente, substituindo o Xou da Xuxa aos sábados. Essa mudança ocorreu devido ao grande sucesso do quadro de mesmo nome que foi exibido no Xou da Xuxa durante 1991. O Paradão foi o segundo quadro do Xou da Xuxa a ganhar vida própria, o primeiro foi o Bobeou Dançou, em 1989. O programa, que tinha três horas de duração, contava com apresentações de diversos artistas, com uma seleção musical variada que ia do samba ao rock e à música sertaneja. No último sábado de cada mês, era exibido o Super Paradão, destacando as canções de maior sucesso do período. Diferente do Xou da Xuxa, poucas crianças ficavam no palco do Paradão. Durante o programa Xuxa contava com o auxílio das Irmãs Metralha — Mariana e Roberta Richard. As Paquitas, por sua vez, participavam frequentemente como convidadas musicais. O programa foi ao ar entre 25 de abril a 26 de dezembro de 1992.
Aliás, ainda em 1992, Andréa Veiga, a primeira Paquita de Xuxa, voltou a colaborar momentaneamente com a apresentadora, atuando exclusivamente como Paquita na segunda fase de gravações do programa Xuxa Park, exibido na Espanha, e acompanhando as apresentações internacionais de Xuxa pela América Latina. A participação de Andréa Veiga (Paquita) no programa Xuxa Park da Espanha ocorreu após a saída de Letícia Spiller (Pituxa Pastel) do grupo em abril de 1992. O Xuxa Park espanhol foi um programa de televisão espanhol, do gênero game show, baseado no formato do programa infantil brasileiro Xou da Xuxa, produzido por Michael Jay Solomon e exibido pela Telecinco de 13 de março a 13 de dezembro de 1992. O programa, com 40 episódios que se repetiram até o início de 1994, contava com jogos, brincadeiras e atrações musicais, além da participação de artistas circenses, grupos cômicos espanhóis e do famoso personagem Topo Gigio. Uma novidade foi a possibilidade de pais e filhos competirem juntos nos jogos.
Devido à sua agenda lotada, Xuxa passava 15 dias no Brasil, 15 dias na Argentina e uma vez por mês ia à Espanha para gravar o Xuxa Park. O programa foi exibido na América Latina, mas com títulos modificados em vários países; na Venezuela, por exemplo, era chamado de El Parque de Xuxa, enquanto na Argentina recebeu o nome de Xuxa en Vacaciones. Xuxa mudava sua equipe de Paquitas a cada viagem para a Espanha. Veja como a participação das Paquitas foi distribuída: Primeira fase de gravações (15 programas): Participaram as Paquitas – Ana Paula Guimarães (Catu), Bianca Rinaldi (Xiquita Bibi), Ana Paula Almeida (Pituxita Bonequinha) e Letícia Spiller (Pituxa Pastel). Segunda fase de gravações (15 programas): Participaram as Paquitas – Ana Paula Guimarães (Catu), Bianca Rinaldi (Xiquita Bibi), Ana Paula Almeida (Pituxita Bonequinha), Maricielo Effio (Paquita Peruana) e Andréa Veiga (Paquita). As duas últimas se revezavam nas gravações.
Terceira fase de gravações (10 programas): Participaram as Paquitas – Ana Paula Guimarães (Catu), Bianca Rinaldi (Xiquita Bibi), Roberta Cipriani (Xiquitita Surfista) e Cátia Paganote (Miúxa Bruxa). Ana Paula Almeida (Pituxita Bonequinha) também estava presente, mas não participou das gravações do programa. Em vez disso, ela se revezou com Roberta Cipriani (Xiquitita Surfista) durante as diversas participações nos programas de televisão da Espanha. Ana Paula Guimarães (Catu) e Bianca Rinaldi (Xiquita Bibi) foram as únicas Paquitas que participaram de todas as três fases de gravação do programa espanhol. Enquanto, Priscilla Couto (Catuxita Top Model), Juliana Baroni (Catuxa Jujuba) e Flávia Fernandes (Paquitita Pluft) foram as únicas Paquitas da época que não participaram de nenhuma das gravações do programa espanhol.
Ainda em 1992, durante a turnê "Xuxa 92", as Paquitas — Roberta Cipriani (Xiquitita Surfista), Priscilla Couto (Catuxita Top Model), Ana Paula Almeida (Pituxita Bonequinha), Cátia Paganote (Miúxa Bruxa), Juliana Baroni (Catuxa Jujuba), Bianca Rinaldi (Xiquita Bibi), Flávia Fernandes (Paquitita Pluft) e Ana Paula Guimarães (Catu) — apresentaram a música "Lá Vem o Trem", com a participação de Xuxa. A canção não foi destinada ao terceiro LP do grupo, mas produzida exclusivamente para ser apresentada na turnê e em programas de televisão. A música "Lá Vem o Trem" tem três versões: uma com Xuxa e as Paquitas, outra apenas com as Paquitas e uma versão solo de Xuxa.
Em 30 de junho de 1992, as Paquitas — Roberta Cipriani (Xiquitita Surfista), Priscilla Couto (Catuxita Top Model), Ana Paula Almeida (Pituxita Bonequinha), Cátia Paganote (Miúxa Bruxa), Juliana Baroni (Catuxa Jujuba), Bianca Rinaldi (Xiquita Bibi), Flávia Fernandes (Paquitita Pluft) e Ana Paula Guimarães (Catu) — apresentaram um medley com os sucessos de Xuxa no início do Xou da Xuxa Especial de 6 anos. Nessa apresentação, as Paquitas estavam acompanhadas por um balé coreografado por Oswaldo Berry. Também em 1992, o disco "Xou da Xuxa Sete", o décimo primeiro álbum de estúdio de Xuxa, contou com a participação de dez Paquitas no coro. Andréa Veiga, que tinha voltado a ser Paquita na Espanha, participou do coro das músicas "Marquei um X", "A Vida é uma Festa", "Tribo do Amor", "A Pulga", "A Voz dos Animais" e "Baila, Baila". Esse álbum também marcou o retorno de Ana Paula Guimarães (Catu) aos coros dos discos de Xuxa. Ana Paula já havia retornado ao grupo em 1991, mas apenas no programa argentino El Show de Xuxa, e durante as apresentações internacionais de Xuxa pela América Latina. De volta às Paquitas no Brasil, ela esteve presente no coro das músicas "Tribo do Amor", "Nosso Canto de Paz", "Sorriso no Rosto", "A Pulga", "A Voz dos Animais", "Baila, Baila" e "América Geral". Já Letícia Spiller (Pituxa Pastel), colocou backing vocal em apenas uma única música do disco a faixa "Xuxa Park", a primeira música a ser divulgada do "Xou da Xuxa Sete", pois Letícia ainda fazia parte do grupo das Paquitas quando a faixa foi gravada. Letícia Spiller (Pituxa Pastel) chegou a performar a versão em espanhol dessa música no programa Xuxa Park, exibido na Espanha, já que ela esteve presente na primeira fase de gravações do programa que foi exibido na Espanha.
Em 11 de outubro de 1992, as Paquitas — Roberta Cipriani (Xiquitita Surfista), Priscilla Couto (Catuxita Top Model), Ana Paula Almeida (Pituxita Bonequinha), Cátia Paganote (Miúxa Bruxa), Juliana Baroni (Catuxa Jujuba), Bianca Rinaldi (Xiquita Bibi), Flávia Fernandes (Paquitita Pluft) e Ana Paula Guimarães (Catu) — participaram da campanha Criança Esperança. Elas se apresentaram primeiro sozinhas e depois ao lado de Xuxa. Essa foi a primeira e única vez em que as Paquitas se apresentaram como um grupo musical no evento. Também foi o último Criança Esperança em que a "Geração Xou da Xuxa" de Paquitas se apresentou ao lado de Xuxa. Vale destacar que essa foi a primeira edição do Criança Esperança realizada no formato de show, e foi transmitida ao vivo diretamente do Ginásio Gigantinho, em Porto Alegre, Rio Grande do Sul. Em 24 de dezembro de 1992, as Paquitas — Roberta Cipriani (Xiquitita Surfista), Priscilla Couto (Catuxita Top Model), Ana Paula Almeida (Pituxita Bonequinha), Cátia Paganote (Miúxa Bruxa), Juliana Baroni (Catuxa Jujuba), Bianca Rinaldi (Xiquita Bibi), Flávia Fernandes (Paquitita Pluft) e Ana Paula Guimarães (Catu) — participaram do especial de Natal da Xuxa, intitulado Lar dos Idosos. Em 1993, as Paquitas — Roberta Cipriani (Xiquitita Surfista), Priscilla Couto (Catuxita Top Model), Ana Paula Almeida (Pituxita Bonequinha), Cátia Paganote (Miúxa Bruxa), Juliana Baroni (Catuxa Jujuba), Bianca Rinaldi (Xiquita Bibi), Flávia Fernandes (Paquitita Pluft) e Ana Paula Guimarães (Catu) — foram as intérpretes da música "Eu Não Largo o Osso", tema de abertura do programa infantil TV Colosso.
Ainda em 1993, as Paquitas – Roberta Cipriani (Xiquitita Surfista), Priscilla Couto (Catuxita Top Model), Ana Paula Almeida (Pituxita Bonequinha), Cátia Paganote (Miúxa Bruxa), Juliana Baroni (Catuxa Jujuba), Bianca Rinaldi (Xiquita Bibi), Flávia Fernandes (Paquitita Pluft) e Ana Paula Guimarães (Catu) – participaram do programa dominical Xuxa. Exibido de 2 de maio a 24 de outubro de 1993, o programa de variedades tinha como objetivo agradar toda a família. Com uma hora de duração e cinco blocos, a atração contava com brincadeiras, gincanas para pais e filhos, apresentações musicais e um quadro de entrevistas. Inicialmente, o programa seria mensal devido à agenda cheia de Xuxa, mas foi exibido aos domingos, antes do Domingão do Faustão. No entanto, Xuxa estava insatisfeita com o formato do programa e teve problemas com a redatora Rosana Hermann. Em setembro de 1993, a atração foi cancelada após a apresentadora ser obrigada a diminuir seus compromissos por conta de um problema na coluna.
Também em 1993, Ana Paula Guimarães, a "Catu", foi a única Paquita brasileira a integrar o programa de Xuxa nos Estados Unidos. Ela foi uma das quatro "US Pixies", nome dado às Paquitas no programa estadunidense Xuxa. Como Xuxa só podia levar uma Paquita, ela escolheu Ana Paula Guimarães (Catu) por sua experiência e maturidade, já que na época era a integrante mais velha e também a mais experiente do grupo. O nome e os padrões do grupo foram alterados, o que deixou Marlene Mattos enfurecida. O nome "Paquitas" foi mudado nos Estados Unidos por remeter diretamente à comunidade latina. A nova formação do grupo refletia a diversidade americana, com integrantes de diferentes origens: uma clássica loira americana, uma afro-americana, uma latina e, claro, uma brasileira. As quatro "US Pixies" não tinham cores de uniforme fixas, e foi a única vez que Ana Paula Guimarães (Catu) usou a fardinha azul. O programa foi exibido entre 13 de setembro a 10 de dezembro de 1993. Apesar de ter ido ao ar por um ano sem reprises de segunda a sexta-feira, devido ao número significativo de episódios gravados, o programa não atingiu o sucesso esperado. A partir de setembro de 1994, começou a ser reprisado e permaneceu no ar até 1996, quando o contrato com a MTM não foi renovado. Em 1994, Xuxa gravou 45 novos blocos no Brasil usando 20 crianças recrutadas na escola americana para serem inseridos em reprises ou programas reeditados.
Em 24 de dezembro de 1993, as Paquitas — Roberta Cipriani (Xiquitita Surfista), Priscilla Couto (Catuxita Top Model), Ana Paula Almeida (Pituxita Bonequinha), Cátia Paganote (Miúxa Bruxa), Juliana Baroni (Catuxa Jujuba), Bianca Rinaldi (Xiquita Bibi), Flávia Fernandes (Paquitita Pluft) e Ana Paula Guimarães (Catu) — participaram do especial de Natal da Xuxa, intitulado Presentes Mágicos. Nesse especial, elas apresentaram a música "Coração" ao lado da dupla Sandy & Junior. A canção era uma regravação de uma música da Turma do Balão Mágico, que, por sua vez, era uma versão em português da música "Wooden Heart" do Elvis Presley. Em 1994, as Paquitas — Roberta Cipriani (Xiquitita Surfista), Priscilla Couto (Catuxita Top Model), Ana Paula Almeida (Pituxita Bonequinha), Cátia Paganote (Miúxa Bruxa), Juliana Baroni (Catuxa Jujuba), Bianca Rinaldi (Xiquita Bibi), Flávia Fernandes (Paquitita Pluft) e Ana Paula Guimarães (Catu) — participaram ao lado de Xuxa, da campanha publicitária da Maionese da marca Arisco.
Ainda em 1994, as Paquitas — Roberta Cipriani (Xiquitita Surfista), Priscilla Couto (Catuxita Top Model), Ana Paula Almeida (Pituxita Bonequinha), Cátia Paganote (Miúxa Bruxa), Juliana Baroni (Catuxa Jujuba), Bianca Rinaldi (Xiquita Bibi), Flávia Fernandes (Paquitita Pluft) e Ana Paula Guimarães (Catu) — gravaram a música "Alô D.J.", especialmente para o projeto Funk Brasil Especial, do DJ Marlboro, lançado pela Warner Music Brasil. A música foi amplamente divulgada no programa Xuxa Park e no quadro musical dentro do programa chamado Xuxa Park Hits e em algumas rádios pelo país. A música "Alô D.J.", foi o último produto fonográfico solo lançado pela "Geração Xou da Xuxa" de Paquitas. Ainda em 1994, as Paquitas participaram da primeira fase da turnê Sexto Sentido de Xuxa, apresentando as músicas "Eu Não Largo o Osso" e "Alô D.J.". Durante a turnê, as Paquitas realizavam apresentações tanto ao lado de Xuxa quanto em shows individuais, fortalecendo sua presença nos palcos brasileiros.
Aliás, ainda em 1994, as Paquitas — Roberta Cipriani (Xiquitita Surfista), Priscilla Couto (Catuxita Top Model), Ana Paula Almeida (Pituxita Bonequinha), Cátia Paganote (Miúxa Bruxa), Juliana Baroni (Catuxa Jujuba), Bianca Rinaldi (Xiquita Bibi), Flávia Fernandes (Paquitita Pluft) e Ana Paula Guimarães (Catu) — participaram, ao lado de Xuxa, da campanha publicitária da marca Arisco para a Copa do Mundo de 1994. Por falar na turnê "Sexto Sentido", as Paquitas — Roberta Cipriani (Xiquitita Surfista), Priscilla Couto (Catuxita Top Model), Ana Paula Almeida (Pituxita Bonequinha), Cátia Paganote (Miúxa Bruxa), Juliana Baroni (Catuxa Jujuba), Bianca Rinaldi (Xiquita Bibi), Flávia Fernandes (Paquitita Pluft) e Ana Paula Guimarães (Catu) — participaram do coro do disco "Sexto Sentido", o décimo terceiro álbum de estúdio de Xuxa, que deu nome à própria turnê. Este álbum marcou o retorno triunfal de Xuxa ao mercado fonográfico, após um ano sem lançar material inédito. Além disso, "Sexto Sentido" foi o último álbum da Xuxa a contar com a participação das Paquitas da "Geração Xou da Xuxa" no coro. Das quinze canções presentes no álbum, as Paquitas só não colocaram a voz em três: "Sexto Sentido", "Dança da Bananeira" e "Muito Prazer, Eu Existo".
No final de 1994, as Paquitas — Roberta Cipriani (Xiquitita Surfista), Priscilla Couto (Catuxita Top Model), Ana Paula Almeida (Pituxita Bonequinha), Cátia Paganote (Miúxa Bruxa), Juliana Baroni (Catuxa Jujuba), Bianca Rinaldi (Xiquita Bibi), Flávia Fernandes (Paquitita Pluft) e Ana Paula Guimarães (Catu) — participaram ao lado de Xuxa, da campanha publicitária do refresco da Frisco, da marca Arisco. Em 21 de dezembro de 1994, as Paquitas — Roberta Cipriani (Xiquitita Surfista), Priscilla Couto (Catuxita Top Model), Ana Paula Almeida (Pituxita Bonequinha), Cátia Paganote (Miúxa Bruxa), Juliana Baroni (Catuxa Jujuba), Bianca Rinaldi (Xiquita Bibi), Flávia Fernandes (Paquitita Pluft) e Ana Paula Guimarães (Catu) — participaram do especial de Natal da Xuxa intitulado Crer pra Ver. Este foi o último especial de Natal da Xuxa a contar com a participação da "Geração Xou da Xuxa" de Paquitas.
A segunda geração das Paquitas, caracterizada por várias mudanças e novas integrantes, demonstrou a capacidade do grupo de se reinventar sem perder a admiração do público. Essa geração consolidou ainda mais o legado das Paquitas e garantiu seu lugar como figuras centrais na história do entretenimento brasileiro.
| Integrantes das duas primeiras gerações por apelidos, cores das fardas, nomes e períodos de atividade | Integrantes das duas primeiras gerações por apelidos, cores das fardas, nomes e períodos de atividade | Integrantes das duas primeiras gerações por apelidos, cores das fardas, nomes e períodos de atividade | Integrantes das duas primeiras gerações por apelidos, cores das fardas, nomes e períodos de atividade | Integrantes das duas primeiras gerações por apelidos, cores das fardas, nomes e períodos de atividade | Integrantes das duas primeiras gerações por apelidos, cores das fardas, nomes e períodos de atividade |
| --- | --- | --- | --- | --- | --- |
| Apelido                                                                                               | Cor da farda                                                                                          | Nome                                                                                                  | Período                                                                                               | Outro(s) apelido(s)                                                                                   | Observações                                                                                           |
| Paquita                                                                                               | Azul                                                                                                  | Andréa Veiga                                                                                          | 1984–1988                                                                                             | Paquita Mor, Paquitona, Paca                                                                          | Primeira Paquita.                                                                                     |
| Paquita                                                                                               | N/A                                                                                                   | Heloísa Morgado                                                                                       | 1984–1986                                                                                             | Paquita 2                                                                                             | Participou apenas no Clube da Criança (Rede Manchete).                                                |
| Paquitita                                                                                             | Azul                                                                                                  | Tatiana Maranhão                                                                                      | 1987–1990                                                                                             | Loura                                                                                                 | |
| Paquitita                                                                                             | Azul                                                                                                  | Flávia Fernandes                                                                                      | 1990–1995                                                                                             | Pluft                                                                                                 | |
| Xiquita                                                                                               | N/A                                                                                                   | Andréa Rosa                                                                                           | 1985                                                                                                  | | Participou apenas no Clube da Criança (Rede Manchete).                                                |
| Xiquita                                                                                               | Azul                                                                                                  | Andréa Faria                                                                                          | 1986–1990                                                                                             | Sorvetão, Peso-pesado, Xica                                                                           | Primeira Xiquita do Xou da Xuxa (TV Globo).                                                           |
| Xiquita                                                                                               | Azul                                                                                                  | Bianca Rinaldi                                                                                        | 1990–1995                                                                                             | Bibi                                                                                                  | |
| Xiquitita                                                                                             | Azul                                                                                                  | Roberta Cipriani                                                                                      | 1987–1995                                                                                             | Surfista                                                                                              | |
| Pituxa                                                                                                | Vermelha                                                                                              | Luise Wischermann                                                                                     | 1986–1989                                                                                             | Alemã, Oinc Oinc, Pitu                                                                                | |
| Pituxa                                                                                                | Vermelha                                                                                              | Letícia Spiller                                                                                       | 1989–1992                                                                                             | Pastel                                                                                                | |
| Pituxita                                                                                              | Vermelha                                                                                              | Ana Paula Almeida                                                                                     | 1988–1995                                                                                             | Bonequinha                                                                                            | |
| Catuxa                                                                                                | Vermelha                                                                                              | Ana Paula Guimarães                                                                                   | 1987–1989, 1992–1995                                                                                  | Catu                                                                                                  | |
| Catuxa                                                                                                | Vermelha                                                                                              | Juliana Baroni                                                                                        | 1990–1995                                                                                             | Jujuba                                                                                                | |
| Catuxita                                                                                              | Vermelha                                                                                              | Priscilla Couto                                                                                       | 1987–1995                                                                                             | Top Model                                                                                             | |
| Miúxa                                                                                                 | Azul                                                                                                  | Cátia Paganote                                                                                        | 1989–1995                                                                                             | Bruxa                                                                                                 | |

#### Expansão Internacional da Marca Xuxa
Com o estrondoso sucesso de Xuxa no Brasil, a marca "Xuxa" expandiu-se para outros países, impulsionando a criação das "Paquitas Internacionais". Essas assistentes de palco acompanhavam a apresentadora nas versões internacionais de seus programas, principalmente na América Latina e nos Estados Unidos.

#### Papel das Paquitas Internacionais
As "Paquitas Internacionais" desempenhavam funções semelhantes às Paquitas brasileiras: animar a plateia, participar de coreografias e auxiliar Xuxa na condução de brincadeiras e números musicais. Em cada apresentação internacional, seja em programas de televisão, promoções de músicas ou homenagens, as "Paquitas Internacionais" simbolizavam Xuxa e atuavam como suas representantes, levando sua imagem e mensagem a cada evento.
Assim como no Brasil, cada "Paquita Internacional" recebia um apelido carinhoso e mantinha o visual icônico de uniformes e coreografias sincronizadas, criando um elo cultural entre o Brasil e os países onde Xuxa se apresentava.

#### Popularidade na América Latina
Na América Latina, as "Paquitas Internacionais" rapidamente se tornaram extremamente populares. Cada país onde Xuxa tinha uma presença televisiva, como Argentina, Chile, Uruguai e Equador, contava com sua própria versão das Paquitas, adaptada ao público local. Os programas como El show de Xuxa seguiram o sucesso do Xou da Xuxa brasileiro, com as Paquitas como uma das partes mais adoradas do formato e favorecendo a identificação do público com a marca Xuxa.

#### Presença na Espanha
Em 1992, Xuxa estreou na televisão espanhola com o programa Xuxa Park, transmitido pela Telecinco, e as Paquitas desempenharam um papel central nessa versão. Elas acompanhavam a apresentadora em quadros adaptados para o formato espanhol e também participaram das apresentações de Xuxa em outros países da América Latina, fortalecendo a presença do grupo fora do Brasil. Durante esse período, Ana Paula Guimarães teve um papel de destaque ao ser a única integrante brasileira a participar de todos os programas internacionais, incluindo a versão norte-americana.

#### "US Pixies" nos Estados Unidos
Nos Estados Unidos, o programa Xuxa foi transmitido pela CBS, e as Paquitas foram rebatizadas como "US Pixies". Essa mudança de nome ocorreu para evitar associações diretas com a comunidade latina. As integrantes das "US Pixies" representavam diversos segmentos da sociedade americana: uma clássica loira americana, uma afro-americana, uma latina e, obviamente, uma brasileira. Com uma estética adaptada ao público norte-americano, as "US Pixies" mantiveram as mesmas funções de assistentes de palco e ajudaram a ampliar o apelo multicultural de Xuxa, especialmente entre crianças latinas que viviam nos EUA. Essa adaptação cultural das Paquitas refletiu a ambição de Xuxa de se tornar um ícone internacional, e as "US Pixies" se tornaram uma parte fundamental dessa expansão.

#### Consolidação do Fenômeno Cultural
A internacionalização das Paquitas consolidou o grupo como um fenômeno cultural, que não apenas representava a cultura pop infantojuvenil brasileira, mas também expandia esse legado para novas audiências ao redor do mundo.

#### Participação Vocal: Um Papel Distinto
É importante ressaltar que, apesar da notável presença e do talento de todas e mesmo contando com excelentes cantoras entre elas, as "Paquitas Internacionais" — María Jose Llaneza (Paquita Chilena), María Royo (Paquita Espanhola), Mariciello Effio (Paquita Peruana), Karina Rivero (Paquita Argentina), Julieta Cardinali (Paquita Argentina), Natalia Oreiro (Super Paquita / Paquita Uruguaia), Pamela Cortés (Paquita Equatoriana), Natasha Pearce (Paquita Americana / US Pixies), Larae McCarran (Paquita Americana / US Pixies), Shanon Garcia (Paquita Americana / US Pixies), María José Domínguez (Paquita Chilena) e Gabriela Naht (Paquita Equatoriana), não participaram de nenhum dos backing vocals dos álbuns da Xuxa. O papel das "Paquitas Internacionais", era em sua maioria, de assistentes de palco e representantes da marca Xuxa em seus respectivos países.

#### María José Llaneza (Paquita Chilena)
Após concorrer com mais de mil meninas, em um concurso que foi promovido por um programa de variedades de uma rede de televisão do Chile, María José Llaneza foi coroada como a primeira "Paquita Internacional" da Xuxa. Mais precisamente, a "Paquita Chilena".
Em 1990, María José esteve no Brasil, sendo apresentada oficialmente como Paquita no programa Xou da Xuxa, ao lado das outras integrantes da época. Uma equipe da TV chilena acompanhou seu dia a dia ao lado da Xuxa, os ensaios e sua participação no palco do Xou da Xuxa. Ainda em 1990, María José fez uma participação especial no filme Sonho de Verão, contracenando com Sérgio Mallandro logo nas primeiras cenas do longa.

#### María Royo (Paquita Espanhola)
Em 1991, María Royo esteve no Brasil, e foi oficialmente apresentada ao público no programa Xou da Xuxa, como a segunda "Paquita Internacional" da Xuxa, mais precisamente a "Paquita Espanhola". María Royo, concorreu com 520 meninas da Espanha, no concurso que foi promovido pelo canal espanhol Telecinco. Ela tinha treze anos quando foi coroada Paquita, porém pela idade, ela não pode participar das gravações do programa Xuxa Park da Espanha.
María Royo, aparece como Paquita na gravação de uma espécie de videoclipe da música "Chindolele" ("Tindolelê"), no palco do Xou da Xuxa, usando a fardinha vermelha, ao lado das outras Paquitas da época. Não se sabe muito sobre a história de María Royo nas Paquitas.

#### Maricielo Effio (Paquita Peruana)
Em 9 de setembro de 1991, foi lançado o concurso "Paquita Peruana". O canal Frecuencia 2, rede de televisão do Peru, recebeu milhares de cartas e mais de 3.500 meninas concorreram para uma única vaga. Após quatro meses de testes e seletivas, o anúncio da ganhadora aconteceu em dezembro, daquele ano, no especial "Buscando la Paquita Peruana", que teve Ana Paula Guimarães entre as juradas, batendo recordes de audiência na TV peruana.
A vencedora foi a jovem Maricielo Effio, que se tornou a terceira "Paquita Internacional" da Xuxa. Maricielo, foi uma das "Paquitas Internacionais" que mais participou efetivamente da carreira e dos programas de Xuxa fora do Brasil. Ela participou dos programas Xuxa Park na Espanha, do El show de Xuxa na Argentina, e do Xou da Xuxa no Brasil e da turnê de 1992 de Xuxa pela América Latina. 
Maricielo e Pamela Cortés foram as únicas "Paquitas Internacionais" que gravaram músicas em homenagem à Xuxa, ambas com o título "Gracias". Maricielo, foi responsável por representar Xuxa e sua turma em terras andinas.

#### Karina Rivero (Paquita Argentina)
Karina Rivero, foi a primeira garota a ser coroada como "Paquita Argentina", no programa El show de Xuxa especial de Navidad, em dezembro de 1991, ela foi coroada ao lado de Julieta Cardinali. Karina, participou ativamente da carreira internacional de Xuxa, atuando em programas e turnês.
Em 1992, Karina Rivero esteve no Brasil, gravando o programa El show de Xuxa no Teatro Fênix, na ocasião em que um incêndio destruiu os estúdios da Telefe.
Karina Rivero, permaneceu como Paquita na Argentina até 1993, quando o programa argentino Show de Xuxa, foi extinto.

#### Julieta Cardinali (Paquita Argentina)
Julieta Cardinali, foi a segunda garota a ser coroada como Paquita na Argentina, de acordo com alguns fãs, ela tinha o hábito de já chegar vestida de Paquita nas gravações do programa El show de Xuxa. Julieta, ganhou o chapéu de Paquita, junto com Karina Rivero, no programa El show de Xuxa especial de Navidad, em dezembro de 1991.
Em 1992, Julieta Cardinali esteve no Brasil, gravando o programa El show de Xuxa no Teatro Fênix, na ocasião em que um incêndio destruiu os estúdios da Telefe.
Julieta Cardinali, permaneceu como Paquita na Argentina até 1993, quando o programa argentino Show de Xuxa, foi extinto.

#### Natalia Oreiro  (Super Paquita / Paquita Uruguaia)
Após aparecer em anúncios de grandes marcas, como Coca-Cola, Pepsi e Johnson & Johnson, a uruguaia Natalia Oreiro mudou-se para a Argentina em 1992, para dar continuidade à sua carreira artística. Aos 15 anos, decidiu participar do concurso para ser uma das Paquitas da Xuxa, que vivia seu auge nos países latinos.
Após concorrer com milhares de garotas de toda a América Latina, Natalia foi eleita como a "Super Paquita" do programa Show de Xuxa, do Canal 13. A principal função de Natalia seria representar Xuxa e as Paquitas em compromissos nos países onde os programas eram exibidos. No entanto, a forte crise de coluna que acometeu Xuxa em 1993, abreviou a carreira de Paquita de Natalia Oreiro.

#### Pamela Cortés (Paquita Equatoriana)
Desde os sete anos, Pamela Cortés vem trilhando seu caminho no mundo artístico. Participou de festivais internacionais de música, ficando em primeiro lugar no concurso "Los Niños Cantan a América" em 1992, tornando-se um rosto conhecido no Equador, Panamá, Peru, Colômbia e demais países latinos.
Em 1993, após ser uma das finalistas do concurso "Super Paquita", que elegeu Natalia Oreiro, Pamela foi escolhida como a primeira "Paquita Equatoriana" da Xuxa. Enquanto Paquita, Pamela apresentou um programa infantil de muito sucesso no Equador, chamado El Rincón de Los Bajitos, transmitido pela emissora Ecuavisa para vários países da América Latina.
Pamela e Maricielo Effio foram as únicas "Paquitas Internacionais" que gravaram músicas em homenagem à Xuxa, ambas com o título "Gracias". Pamela, foi a única Paquita que participou do último programa Show de Xuxa, exibido no dia 31 de dezembro de 1993. Em 1994, Pamela lançou seu primeiro disco intitulado "Alegría", no qual incluiu uma série de canções clássicas da Xuxa, entre elas "Hoy Es Día de Alegría" ("Hoje É Dia de Folia") e "Arco Iris" ("Arco-Íris").

#### Natasha Pearce (Paquita Americana / US Pixies)
Em 1993, quando a "Rainha dos Baixinhos" foi gravar o programa Xuxa nos Estados Unidos, viu seu time de Paquitas aumentar. Natacha Pearce, foi escolhida como a primeira e única Paquita negra da Xuxa. A escolha de Natacha, uma garota afro-americana, foi uma exigência da MTM Enterprises, emissora que produziu o programa de Xuxa nos Estados Unidos, para que tivessem Paquitas locais e de diversas etnias. 
Até o nome foi mudado para "US Pixies", algo que deixou Marlene Mattos, enfurecida. O nome Paquitas, mudou nos Estados Unidos porque remetia diretamente à comunidade latina. A nova formação do grupo refletia a diversidade americana, com integrantes representando diferentes origens: uma clássica loira americana, uma afro-americana, uma latina e, obviamente, uma brasileira.

#### Larae McCarran (Paquita Americana / US Pixies)
Em 1993, quando a "Rainha dos Baixinhos" foi gravar o programa Xuxa nos Estados Unidos, viu seu time de Paquitas aumentar. Uma das novas integrantes foi Larae McCarran, escolhida como uma das "US Pixies", nome dado às Paquitas nos Estados Unidos.
A escolha das garotas foi exigência da MTM Enterprises, emissora que produziu o programa de Xuxa nos Estados Unidos, para que tivessem Paquitas locais e de diversas etnias. O nome e os padrões do grupo foram mudados, algo que deixou Marlene Mattos, enfurecida. O nome Paquitas, mudou nos Estados Unidos porque remetia diretamente à comunidade latina. A nova formação do grupo refletia a diversidade americana, com integrantes representando diferentes origens: uma clássica loira americana, uma afro-americana, uma latina e, obviamente, uma brasileira.

#### Shannon Garcia (Paquita Americana / US Pixies)
Em 1993, quando a "Rainha dos Baixinhos" foi gravar o programa Xuxa nos Estados Unidos, viu seu time de Paquitas aumentar. Shannon Garcia, foi uma das novas integrantes, uma das quatro "US Pixies", nome dado às Paquitas nos Estados Unidos.
A escolha das garotas foi uma exigência da MTM Enterprises, emissora que produziu o programa de Xuxa nos Estados Unidos, para que tivessem Paquitas locais e de diversas etnias. O nome e os padrões do grupo foram mudados, algo que deixou Marlene Mattos, enfurecida. O nome Paquitas, mudou nos Estados Unidos porque remetia diretamente à comunidade latina. A nova formação do grupo refletia a diversidade americana, com integrantes representando diferentes origens: uma clássica loira americana, uma afro-americana, uma latina e, obviamente, uma brasileira.

#### María José Domínguez (Paquita Chilena)
Escolhida entre 1.800 garotas, María José Domínguez foi selecionada como a segunda "Paquita Chilena" da Xuxa. Ela estava entre as concorrentes do concurso "Super Paquita". No entanto, por razões não especificadas, María José não pôde participar da competição, que teve Natalia Oreiro como vencedora.
Apesar disso, em julho de 1993, María José Domínguez foi oficialmente apresentada como a segunda "Paquita Chilena" da Xuxa no programa Show de Xuxa. Durante duas semanas, ela participou das gravações do programa ao lado de Xuxa e das Paquitas brasileiras e argentinas, usando os uniformes azul e vermelho, mas sem o chapéu tradicional.
A carreira de María José como Paquita foi breve, sendo interrompida pela grave crise de coluna que afetou Xuxa naquele ano.

#### Gabriela Naht (Paquita Equatoriana)
Em 30 de agosto de 1995, a "Paquita Equatoriana" Gabriela Naht, viajou para o Brasil, para realizar um de seus sonhos: conhecer Xuxa pessoalmente. Gabriela chegou ao Rio de Janeiro às 6 horas da manhã, acompanhada da mãe, a popular apresentadora de TV, Ana Buljubasich, e de uma equipe da Ecuavisa, emissora equatoriana que realizou os registros de Gabriela no Rio de Janeiro.
Xuxa os recebeu em sua casa e, após esse primeiro encontro, partiram para a gravação do programa Xuxa Park, onde Gabriela foi oficialmente apresentada. "Entrei, entreguei o presente para a Xuxa e disse a ela uma frase em português e, de repente, toda a plateia começou a gritar o meu nome. Nesse momento, todo o meu sangue foi para o chão", comentou Gabriela.
Gabriela, representou a Xuxa em diversos eventos no Equador, sempre com o auxílio de dois dançarinos para preparar suas apresentações. Gabriela Naht, foi a última "Paquita Internacional" da Xuxa.
| Paquitas Internacionais | Paquitas Internacionais | Paquitas Internacionais | Paquitas Internacionais          |
| ----------------------- | ----------------------- | ----------------------- | -------------------------------- |
| Ano de atividade        | Nome                    | País                    | Apelido/Título                   |
| 1990–1991               | María José Llaneza      | Chile                   | Paquita Chilena                  |
| 1991–1992               | María Royo              | Espanha                 | Paquita Espanhola                |
| 1991–1993               | Maricielo Effio         | Peru                    | Paquita Peruana                  |
| 1991–1993               | Karina Rivero           | Argentina               | Paquita Argentina                |
| 1991–1993               | Julieta Cardinali       | Argentina               | Paquita Argentina                |
| 1993                    | Natalia Oreiro          | Uruguai                 | Super Paquita / Paquita Uruguaia |
| 1993–1994               | Pamela Cortés           | Equador                 | Paquita Equatoriana              |
| 1993                    | Natasha Pearce          | Estados Unidos          | Paquita Americana / US Pixies    |
| 1993                    | Larae McCarran          | Estados Unidos          | Paquita Americana / US Pixies    |
| 1993                    | Shannon Garcia          | Estados Unidos          | Paquita Americana / US Pixies    |
| 1993                    | María José Domínguez    | Chile                   | Paquita Chilena                  |
| 1995–1996               | Gabriela Naht           | Equador                 | Paquita Equatoriana              |

### Paquitas New Generation (1995–1999)
Em 1995, após relatos de desabafos das Paquitas sobre assédio moral nos bastidores, o editor do programa, João Henrique Schiller, sugeriu transformar essas confissões em um livro, Sonhos de Paquitas — Nos bastidores do Xou, ideia que as integrantes ingenuamente aceitaram. Quando Marlene Mattos foi informada sobre o projeto por uma das próprias Paquitas, tomou a decisão de demitir todas as envolvidas. Em uma edição do Xuxa Park, exibida em 29 de abril de 1995, as integrantes da segunda geração, também conhecidas como "Geração Xou da Xuxa", se despediram oficialmente do público. Das oito integrantes da época, apenas Ana Paula Guimarães (Catu) não compareceu à despedida. Nesse mesmo programa, foi apresentada a nova formação, intitulada Paquitas New Generation ou Paquitas Nova Geração, marcando o início de uma nova fase para o grupo.
As sete novas integrantes foram selecionadas para agradar a diferentes gerações de fãs de Xuxa e receberam apelidos que refletiam suas características únicas: Caren Lima, a menor do grupo, foi chamada de Chaveirinho; Graziella Schmitt, com seu porte de modelo, tornou-se Grazie Modelão; Diane Dantas, pela elegância, foi apelidada de Lady Di em homenagem à princesa britânica; Gisele Delaia, natural de Queimados, foi chamada de Miss Queimados; Andrezza Cruz, com um apelido moderno, ficou como Dezza; Bárbara Borges, conhecida pelo carisma e beleza, foi chamada de Babunitona ou apenas Paquita Babu; e Vanessa Melo, com sua habilidade para dança, recebeu o nome de Flashdance.
Inicialmente, no dia 22 de março de 1995, Marlene Mattos pretendia escolher apenas cinco Paquitas New Generation, devido à sua preferência por números ímpares e crenças cabalísticas. As cinco escolhidas naquele dia foram: Caren Lima (Chaveirinho), Graziella Schmitt (Grazie Modelão), Diane Dantas (Lady Di), Gisele Delaia (Miss Queimados) e Andrezza Cruz (Dezza). No entanto, de última hora, Marlene decidiu incluir Bárbara Borges (Babunitona), tornando-a a sexta Paquita New Generation. Três semanas depois, no dia 11 de abril de 1995, Marlene Mattos, ainda incomodada com o número par de integrantes, decidiu adicionar Vanessa Melo (Flashdance) ao grupo. Vanessa foi escolhida apenas três dias antes da gravação do programa de estreia e coroação das Paquitas New Generation, completando assim o grupo com sete integrantes.
A chegada das Paquitas New Generation trouxe uma estética renovada e uma equipe mais jovem, acompanhando Xuxa em programas como Xuxa Park e Xuxa Hits, ambos na Rede Globo. A nova formação adotou visuais modernizados: em Xuxa Park, mantiveram o tradicional uniforme de "soldadinhas de chumbo", enquanto em Xuxa Hits, voltado para adolescentes, usaram um estilo colegial descontraído e atual. Mais tarde, com o Planeta Xuxa, os figurinos evoluíram, refletindo as tendências da moda jovem dos anos 90.
Ainda em 1995, as Paquitas New Generation participaram da segunda fase da turnê "Sexto Sentido". Essa foi a primeira turnê de Xuxa a contar com a presença do novo grupo de Paquitas. Também em 1995, o grupo lançou o álbum "Paquitas New Generation", com singles como "Nova Geração", "Ah, O Amor", "Telefone Toca", e "Suor e Sorriso". O disco também trouxe uma regravação de "Fada Madrinha (É Tão Bom)", um dos maiores sucessos da formação original. Além disso, ainda em 1995, as Paquitas New Generation fizeram parte do coro do disco "Luz no Meu Caminho", o décimo quinto álbum de estúdio de Xuxa. Essa foi a primeira vez que o grupo participou dos backing vocals de um álbum da apresentadora, colocando voz nas faixas "Salada Mista", "Funkeiro", "Sorvete", "Ritmos", "Príncipe Encantado", "Xuá Xuá" e "Santa Rosa". Vale destacar que a música "Sábado", que foi descartada da seleção final do disco "Luz no Meu Caminho", de acordo com fontes, teria sido o primeiro registro fonográfico das Paquitas New Generation. A canção só foi lançada comercialmente no álbum "Seleção Fãs", da "Coleção Xou da Xuxa" de 2013.
Em 10 de outubro de 1995, as Paquitas New Generation participaram ao lado de Xuxa, do especial de Dia das Crianças da TV Colosso. Essa foi a primeira vez que os personagens do programa interagiram com pessoas reais. Em 20 de dezembro de 1995, as Paquitas New Generation participaram do especial de Natal da Xuxa, intitulado Deu a Louca na Fantasia. Este foi o primeiro especial de Natal da apresentadora que contou com a participação das Paquitas New Generation. Em 1996, as Paquitas New Generation participaram ao lado de Xuxa, da campanha publicitária da Maionese da marca Arisco.
Também em 1996, as Paquitas New Generation participaram de dois programas em comemoração aos dez anos de carreira da Xuxa na Rede Globo. Em 29 de junho de 1996, elas estiveram no Xuxa Park - 10 Anos. Nesse programa, as Paquitas New Generation, juntamente com o grupo You Can Dance, prestaram uma homenagem a Xuxa cantando a música "Quem É Que?". Essa canção foi interpretada originalmente em 1990, no Xou da Xuxa especial de aniversário de 27 anos da Xuxa, pelas Paquitas e Paquitos daquela época. É importante notar que, na performance de 1996, apenas as Paquitas Andrezza Cruz (Dezza) e Diane Dantas (Lady Di), além do grupo You Can Dance, cantaram a música ao vivo. As demais Paquitas – Caren Lima (Chaveirinho), Graziella Schmitt (Grazie Modelão), Gisele Delaia (Miss Queimados), Bárbara Borges (Babunitona) e Vanessa Melo (Flashdance) – apenas dublaram as vozes da gravação original. Pouco depois, em 4 de julho de 1996, elas também participaram do especial noturno Xuxa Especial 10 Anos.
Ainda em 1996, as Paquitas New Generation estavam prontas para estrelar seu próprio filme, "Férias Muito Loucas", nos mesmo moldes do que as Paquitas "Geração Xou da Xuxa" fizeram com Sonho de Verão. O elenco contaria com o grupo You Can Dance e participações especiais de Xuxa e do grupo Mamonas Assassinas, além dos ex-Paquitos — Cláudio Heinrich e Marcello Faustini. A previsão de lançamento de "Férias Muito Loucas" era para julho de 1996, mas o filme foi adiado para o final do mesmo ano e, depois, para 1997. No entanto, após uma série de contratempos, a produção acabou sendo cancelada. O projeto, então, foi reformulado e deu origem ao filme Xuxa Requebra, lançado no final de 1999. Aliás, ainda em 1996, as Paquitas New Generation participaram ao lado de Xuxa, da campanha publicitária do refresco da Frisco, da marca Arisco.
Em 8 de outubro de 1996, as Paquitas New Generation participaram do especial de Dia das Crianças da Xuxa, intitulado Direito de Ser Feliz. Este foi o primeiro especial de Dia das Crianças da Xuxa exibido pela Rede Globo. Em dezembro de 1996, as Paquitas New Generation participaram pela primeira vez, ao lado de Xuxa, do show Chegada do Papai Noel. O evento foi realizado na Passarela Nego Quirido, em Florianópolis, Santa Catarina. Em 24 de dezembro de 1996, as Paquitas New Generation participaram do especial de Natal da Xuxa, intitulado Natal Sem Noel. Este foi o primeiro especial de Natal da Xuxa com a participação das Paquitas New Generation.
Durante o ano de 1997, as Paquitas New Generation manteve uma intensa agenda de shows e apresentações, tanto ao lado de Xuxa quanto em eventos próprios. Ainda em 1997, as Paquitas New Generation lançaram seu segundo álbum intitulado apenas de "Paquitas", com os hits "Planeta Dance", "Não Se Reprima" (uma regravação do grupo Menudo), "Mar de Rosas" (uma regravação da banda The Fevers), e "Vem Dançar Comigo" (regravação de Xuxa). Também em 1997, as Paquitas New Generation gravaram um videoclipe para a música "Planeta Dance". Infelizmente, esse videoclipe nunca chegou a ser lançado nem exibido, permanecendo arquivado e engavetado desde então por motivos desconhecidos.
Em 7 de outubro de 1997, as Paquitas New Generation participaram do especial de Dia das Crianças da Xuxa, intitulado A Festa dos Brinquedos. Este foi o último especial de Dia das Crianças de Xuxa exibido pela Rede Globo. No final de 1997, as Paquitas New Generation participaram ao lado de Xuxa, da campanha publicitária do Panetone da marca Visconti. Em 25 de dezembro de 1997, as Paquitas New Generation participaram do Especial de Natal da Xuxa, que foi intitulado Luz da Paz.
No início de 1998, as Paquitas New Generation participaram ao lado de Xuxa, da campanha publicitária da marca de tintura de cabelo Wella. No comercial, as integrantes que eram morenas tingiram o cabelo de loiro, enquanto as que já eram loiras intensificaram a cor. O resultado foi que todas as Paquitas apareceram loiras na campanha, mas voltaram às suas cores de cabelo naturais pouco tempo depois. Nesse mesmo período, as Paquitas New Generation também participaram, junto com Xuxa, da campanha publicitária dos Ovos de Páscoa da marca Visconti.
Em 1998, as Paquitas New Generation participaram da turnê "Boas Notícias". Essa foi a última turnê de Xuxa a contar com a participação das Paquitas New Generation e do grupo Paquitas como um todo. Ainda durante a turnê "Boas Notícias", as Paquitas New Generation apresentaram a música inédita "Não Seja Estúpido". A canção, uma regravação em português da música "Don't Be Stupid (You Know I Love You)" da cantora Shania Twain, estava prevista para integrar o terceiro álbum do grupo, que acabou não sendo lançado. Diane Dantas (Lady Di) era a solista principal, enquanto Vanessa Melo (Flashdance) tocava violino. Trechos da música chegaram a ser exibidos no programa Xuxa Park. Outra música que entraria para o terceiro álbum do grupo seria a canção "Como Eu Quero", uma regravação da banda Kid Abelha. Ainda em 1998, as Paquitas New Generation participaram ao lado de Xuxa, da campanha publicitária do Achocolatado Mágico da marca Arisco.
Em setembro de 1998, enquanto Xuxa estava de licença-maternidade devido ao nascimento de sua filha Sasha, Diane Dantas, conhecida como Lady Di, deixou o grupo Paquitas New Generation. Na época, os programas Xuxa Park já estavam gravados, mas o Planeta Xuxa era apresentado por celebridades convidadas. Diane chegou a gravar alguns desses programas, mas "sumiu" repentinamente logo depois. Sua última aparição como Paquita foi no programa exibido em 27 de setembro de 1998, que teve a apresentação de Netinho de Paula, então líder do grupo Negritude Júnior. Em outubro de 1998, após a saída repentina de Diane Dantas (Lady Di) das Paquitas New Generation, a diretora Marlene Mattos tomou uma decisão significativa: reformular todo o grupo. Sua intenção era rejuvenescer a equipe, optando por meninas mais novas para remeter à época das Paquitas do Xou da Xuxa. Assim, foram abertas as inscrições para a seleção de um novo grupo de Paquitas.
Em 10 de outubro de 1998, as Paquitas New Generation — Caren Lima (Chaveirinho), Graziella Schmitt (Grazie Modelão), Gisele Delaia (Miss Queimados), Andrezza Cruz (Dezza), Bárbara Borges (Babunitona) e Vanessa Melo (Flashdance) — participaram do show Criança Esperança ao lado de Xuxa. O evento foi realizado ao vivo no Ginásio do Ibirapuera, em São Paulo, e marcou o retorno de Xuxa aos palcos após sua licença-maternidade. Essa foi a primeira e única vez que as Paquitas New Generation estiveram presentes no evento ao lado de Xuxa.
Em 19 de dezembro de 1998, durante o programa especial de Natal do Xuxa Park, as Paquitas New Generation — Caren Lima (Chaveirinho), Graziella Schmitt (Grazie Modelão), Gisele Delaia (Miss Queimados), Andrezza Cruz (Dezza), Bárbara Borges (Babunitona) e Vanessa Melo (Flashdance) — apresentaram uma nova versão da canção natalina "Então É Natal". A canção era uma regravação da cantora Simone, que, por sua vez, era uma versão em português da música "Happy Xmas (War Is Over)" realizada por Cláudio Rabello e que foi composta por John Lennon e Yoko Ono.
Em 20 de dezembro de 1998, as Paquitas New Generation — Caren Lima (Chaveirinho), Graziella Schmitt (Grazie Modelão), Gisele Delaia (Miss Queimados), Andrezza Cruz (Dezza), Bárbara Borges (Babunitona) e Vanessa Melo (Flashdance) — participaram ao lado de Xuxa do show Chegada do Papai Noel. O evento foi realizado no Estádio Beira-Rio, em Porto Alegre, Rio Grande do Sul. Essa foi a última vez em que as Paquitas New Generation participaram do evento com a Xuxa.
Em 23 de dezembro de 1998, as Paquitas New Generation Caren Lima (Chaveirinho), Graziella Schmitt (Grazie Modelão), Gisele Delaia (Miss Queimados), Andrezza Cruz (Dezza), Bárbara Borges (Babunitona) e Vanessa Melo (Flashdance) participaram do especial de Natal da Xuxa intitulado Uma Carta para Deus. Este foi o último especial de Natal da Xuxa exibido pela Rede Globo até a produção de um novo especial em 2003 e esse também foi o último especial de Natal da Xuxa a contar com a participação das Paquitas New Generation e do grupo Paquitas como um todo.
Em 1999, as Paquitas New Generation — Caren Lima (Chaveirinho), Graziella Schmitt (Grazie Modelão), Gisele Delaia (Miss Queimados), Andrezza Cruz (Dezza), Bárbara Borges (Babunitona) e Vanessa Melo (Flashdance) — participaram da temporada de férias do Xuxa Park, que foi ao ar de 2 de janeiro a 20 de março. Nessa temporada, em vez de exibir reprises avulsas de 1998, Xuxa gravou novas "cabeças" — o início e o fim de cada programa — que se intercalavam com os melhores momentos do ano anterior. Essas gravações eram feitas em um estúdio sem plateia, apenas com a presença das Paquitas. A cada semana, Xuxa aparecia com uma fantasia diferente, performando canções antigas, e as Paquitas também usavam diferentes uniformes em cada programa. O diferencial dessa temporada foi a participação do boneco Moderninho, que interagia com Xuxa. No entanto, ele não esteve presente no primeiro programa.
Em 28 de março de 1999, durante o programa Planeta Xuxa, um novo grupo de Paquitas, denominado Paquitas Geração 2000, foi selecionado. Apesar da escolha do novo grupo, as Paquitas New Generation — Caren Lima (Chaveirinho), Graziella Schmitt (Grazie Modelão), Gisele Delaia (Miss Queimados), Andrezza Cruz (Dezza), Bárbara Borges (Babunitona) e Vanessa Melo (Flashdance) — permaneceram oficialmente como Paquitas. Essa decisão visava oferecer apoio e suporte às Paquitas Geração 2000, que só seriam oficializadas e coroadas como Paquitas após um período de três meses de adaptação de rotina e mais três meses de laboratório. Em abril de 1999, Bárbara Borges (Babunitona) deixou o grupo Paquitas New Generation para focar em sua carreira de atriz. Ela já havia comunicado sua decisão à diretora Marlene Mattos no início do ano. Sua despedida do público aconteceu em duas ocasiões: no programa Xuxa Park, exibido em 17 de abril de 1999, e no Planeta Xuxa, que foi ao ar em 25 de abril do mesmo ano. 
Ainda em 1999, as Paquitas New Generation — Graziella Schmitt (Grazie Modelão), Gisele Delaia (Miss Queimados), Andrezza Cruz (Dezza) e Vanessa Melo (Flashdance) — participaram do quadro Xuxa de América para o canal argentino Telefe. Como o canal tinha uma parceria com o SBT no remake de Chiquititas, Xuxa não viajou para a Argentina, optando por gravar a atração nos estúdios do SBT, em Osasco, na Grande São Paulo. O quadro, exibido no programa Videomatch, consistia em pegadinhas que a apresentadora gravava com diversas personalidades argentinas. Embora 30 episódios tenham sido gravados, apenas cinco foram exibidos, entre 12 de abril a 17 de maio de 1999. Caren Lima (Chaveirinho) foi a única Paquita que não participou das gravações, pois, na época, era a única do grupo que ainda estava estudando. A gravação nos estúdios do SBT, em Osasco, poderia atrapalhar sua rotina de estudos, o que a impossibilitou de participar.
Em 9 de outubro de 1999, o grupo Paquitas New Generation foi oficialmente encerrado durante a coroação e incorporação das Paquitas Geração 2000 no programa Xuxa Park. Esse evento marcou o encerramento do primeiro programa Xuxa Park, gravado no Projac. No entanto, antes do grupo Paquitas New Generation ser extinto, as cinco integrantes remanescentes — Caren Lima (Chaveirinho), Graziella Schmitt (Grazie Modelão), Gisele Delaia (Miss Queimados), Andrezza Cruz (Dezza) e Vanessa Melo (Flashdance) — e também Bárbara Borges (Babunitona), mesmo tendo deixado o grupo em abril de 1999, fizeram parte do coro principal do disco "Xuxa 2000", o vigésimo segundo álbum de estúdio de Xuxa. Bárbara, especificamente, participou na faixa "Vira, Vira (Planeta Vira, Vira)". Este foi o último trabalho fonográfico lançado por Xuxa que contou com a participação vocal das Paquitas New Generation, embora o álbum "Xuxa 2000" tenha sido lançado quando o grupo já havia sido oficialmente extinto.
Após o encerramento do grupo, as cinco ex-Paquitas New Generation remanescentes — Caren Lima (Chaveirinho), Graziella Schmitt (Grazie Modelão), Gisele Delaia (Miss Queimados), Andrezza Cruz (Dezza) e Vanessa Melo (Flashdance) continuaram no programa Planeta Xuxa como assistentes e dançarinas efetivas, sob o título de Gatas do Planeta. E elas permaneceram no Planeta Xuxa até o dia 12 de março de 2000, quando foram substituídas pelas Garotas do Zodíaco.

### Paquitas Geração 2000 (1999–2002)
No final de 1998, após a saída repentina de Diane Dantas, conhecida como Lady Di, das Paquitas New Generation, a diretora Marlene Mattos decidiu reformular completamente o grupo. A intenção era criar uma nova formação com meninas significativamente mais jovens que lembrassem as Paquitas da época do Xou da Xuxa. Assim, iniciou-se a seleção para as Paquitas Geração 2000, também popularmente chamadas de Geração Papinha ou, de forma mais simples, Paquitas 2000 ou Geração 2000.
As Paquitas Geração 2000, foram selecionadas após um processo rigoroso de testes, as candidatas passaram por testes de canto, dança, vídeo, idiomas e desfile de biquíni. O novo grupo de Paquitas foi apresentado ao público no dia 28 de março de 1999, no programa Planeta Xuxa. No entanto, a coroação oficial das Paquitas Geração 2000 ocorreu apenas no dia 9 de outubro de 1999, no programa Xuxa Park. Durante o evento, que marcou o encerramento do primeiro Xuxa Park gravado no Projac, elas apresentaram a canção inédita "O Sonho Continua", em homenagem à despedida das Paquitas New Generation.
A oficialização do novo grupo como Paquitas ocorreu após um período de três meses de contrato de adaptação de rotina, que terminou no final de junho de 1999, e mais três meses de laboratório, que começou no início de julho de 1999. Durante esse período, as Paquitas Geração 2000 foram incorporadas ao lado das Paquitas New Generation como parte do elenco dos programas Xuxa Park e Planeta Xuxa (também por trás das câmeras, nos bastidores), onde elas contaram com o apoio e suporte das cinco integrantes remanescentes das Paquitas New Generation: Caren Lima (Chaveirinho), Graziella Schmitt (Grazie Modelão), Gisele Delaia (Miss Queimados), Andrezza Cruz (Dezza) e Vanessa Melo (Flashdance). Esse período de "laboratório" culminou em um evento marcante: a coroação das Paquitas Geração 2000 e a extinção das Paquitas New Generation no dia 9 de outubro de 1999, no encerramento do primeiro programa Xuxa Park, gravado no Projac.
Durante esse mesmo programa, antes da coroação, Xuxa começou a promover a música "Dançando o Country" para a divulgação do álbum "Xuxa 2000". A coreografia da música foi performada pelas Paquitas Geração 2000 e por oito dançarinos. A promoção, intitulada "Xuxa 2000", consistia em um concurso onde grupos de até dez crianças da mesma escola, rua ou prédio, se apresentariam no programa. O grupo que imitasse melhor a coreografia da música "Dançando o Country" vencia, e cada integrante ganhava uma bicicleta. Para participar, os grupos precisavam enviar uma fita VHS com sua apresentação para a caixa postal do programa. Devido à pouca idade das integrantes, entre onze e quatorze anos na época, as Paquitas Geração 2000 foram vetadas de participar do programa Planeta Xuxa e, por isso, não assumiram oficialmente o posto de Paquitas nele. Elas permaneceram como Paquitas apenas no programa Xuxa Park.
As Paquitas Geração 2000, foi composta por Letícia Barros, Thalita Ribeiro, Gabriella Ferreira, Monique Alfradique, Lana Rhodes, Stephanie Lourenço, Joana Mineiro e Daiane Amêndola, a Geração 2000, manteve o papel tradicional das Paquitas de animar a plateia e apoiar Xuxa nos programas. Visualmente, as Paquitas Geração 2000, adotaram figurinos mais variados e individualizados, refletindo as tendências dos anos 2000 e a evolução na moda jovem. 
As Paquitas Geração 2000 não tinham a mesma rotina das Paquitas anteriores. Isso porque os programas de Xuxa não eram diários e as Paquitas Geração 2000 não chegaram a acompanhar a apresentadora Xuxa em turnês pelo Brasil e pelo mundo. Apesar disso, as suas responsabilidades como Paquitas eram as mesmas. As Paquitas Geração 2000 ensaiavam das duas às seis da tarde na "Academia de Dança Carlinhos de Jesus" e participavam de diversos cursos. Tinham aulas de maquiagem com o professor Heleno Correia, de cinema com a diretora Tizuka Yamasaki, de teatro com a atriz Monah Delacy (mãe da atriz Christiane Torloni), além de aulas de etiqueta, patins com a professora Erika Cordeiro, e todos os tipos de aulas de dança com a professora Lolla Maria. Elas também estudavam inglês e espanhol. Além de toda essa preparação, as Paquitas Geração 2000 concediam diversas entrevistas para jornais e revistas, e também para os programas de televisão Vídeo Show e Globo Esporte.
Em 1999, as Paquitas Geração 2000 participaram do coro de algumas faixas do disco "Xuxa 2000", o vigésimo segundo álbum de estúdio de Xuxa. Este foi o primeiro álbum de Xuxa a contar com a participação vocal das Paquitas Geração 2000. Em 16 de outubro de 1999, as Paquitas Geração 2000 participaram pela primeira vez ao lado de Xuxa do show Criança Esperança. O evento foi realizado ao vivo no Ginásio do Ibirapuera, em São Paulo.
No dia 31 de outubro de 1999, as Paquitas Geração 2000 participaram do show "Xuxa 2000", realizado no Projac exclusivamente para os funcionários da Rede Globo. O evento serviu como ensaio para a turnê "Xuxa 2000", que teria como base principal o álbum homônimo, mas que, no entanto, não chegou a acontecer. O show foi dividido em duas partes: Fase Infantil e Fase Planeta. As Paquitas Geração 2000 ficaram responsáveis pela Fase Infantil, enquanto a Fase Planeta foi realizada pelas ex-Paquitas New Generation (Caren Lima, Graziella Schmitt, Gisele Delaia, Andrezza Cruz e Vanessa Melo), agora denominadas Gatas do Planeta. O cenário do show foi o mesmo utilizado na turnê Xuxa 92, criado por João Cardoso Filho, e contou com a presença da Nave Branca do Xou da Xuxa, além da participação de outros artistas.
No final de 1999, as Paquitas Geração 2000 participaram, junto com a "Turma da Xuxa" da época, do videoclipe da música "2000". A canção faz parte do repertório do disco "Xuxa 2000", o vigésimo segundo álbum de estúdio da apresentadora Xuxa. Este foi o último videoclipe de Xuxa direcionado a um álbum de estúdio. Ele foi lançado oficialmente em 31 de dezembro de 1999, durante a exibição do Show da Virada, na Rede Globo, e reapresentado dias depois no Planeta Xuxa "Ressaca", em 9 de janeiro de 2000. Em 1 de janeiro de 2000, as Paquitas Geração 2000 apresentaram, ao lado de Xuxa, do grupo Oxigênios e de algumas crianças, uma nova versão da música "Novo Tempo". A apresentação aconteceu no encerramento do especial de Ano Novo do programa Xuxa Park. A música, composta pelo compositor Ivan Lins em parceria com o letrista Vítor Martins, contou com os vocais principais de Xuxa, enquanto as Paquitas Geração 2000 e o grupo Oxigênios ficaram nos backing vocals.
Em 2000, as Paquitas Geração 2000 atuaram como estagiárias nos bastidores da quarta temporada do programa Planeta Xuxa. Durante esse período, elas usavam o top vermelho de manga curta com a sigla "PQT" estampada em branco, um uniforme que já havia sido utilizado pelas Paquitas New Generation nos primórdios do programa. Essa experiência serviu como um treinamento para que elas fossem integradas ao elenco na temporada seguinte. Ainda nesse mesmo ano, as Paquitas Geração 2000 participaram do coro do álbum "Xuxa Só para Baixinhos", conhecido como "XSPB 1", que foi o quinto álbum de vídeo e o vigésimo terceiro álbum de estúdio de Xuxa.
Em 18 de novembro de 2000, as Paquitas Geração 2000 fizeram uma apresentação marcante no palco do programa Xuxa Park, onde elas dançaram sobre patins. Essa foi a primeira e única vez em que o grupo se apresentou no programa. Em 9 de dezembro de 2000, as Paquitas Geração 2000 participaram pela primeira e única vez ao lado de Xuxa do show Chegada do Papai Noel, que aconteceu no Estádio do Maracanã, no Rio de Janeiro.
Em 24 de dezembro de 2000, as Paquitas Geração 2000 participaram do programa Gente Inocente especial de Natal em homenagem à Xuxa. Elas se juntaram a treze ex-Paquitas das três primeiras gerações do grupo e entraram no palco do programa para homenagear à Xuxa ao som de "Fada Madrinha (É Tão Bom)". Em 2001, as Paquitas Geração 2000 participaram do programa de férias Planeta Verão. Exibido entre 7 de janeiro a 25 de março, o programa foi gravado na Praia do Boi, localizada na Ilha de Itacuruçá, no litoral do Rio de Janeiro. Com um clima de férias, a atração contava com a participação de diversos convidados que interagiam com Xuxa e se hospedavam no Hotel Elias C. As atividades dos participantes, como passeios na praia, festas, churrascos e jogos, eram registradas pelas câmeras e apresentadas ao público com muita música, entrevistas e animação. O programa também incluía atrações musicais e competições entre os artistas convidados.
Em 11 de janeiro de 2001, em uma quinta-feira, durante as gravações do último bloco do programa Xuxa Park especial de Carnaval, um incêndio devastador causado por um curto-circuito no estúdio F do Projac encerrou abruptamente a produção. Esse evento trágico não só levou ao cancelamento da exibição do Xuxa Park que seria veiculado no sábado, 13 de janeiro, mas também resultou na extinção imediata do programa, cuja última exibição ocorreu em 6 de janeiro de 2001. O ocorrido impactou profundamente a trajetória das Paquitas, alterando o rumo que suas carreiras tomariam a partir daquele momento. 
A partir de 8 de abril de 2001, as Paquitas Geração 2000 foram realocadas para o programa Planeta Xuxa, agora com as integrantes um pouco mais velhas e bastante crescidas e maduras. Nesse mesmo dia, o programa estreava sua quinta temporada, e as Paquitas Geração 2000 puderam, finalmente, exercer oficialmente no programa o posto de Paquitas. Ainda em abril de 2001, as Paquitas Geração 2000 fizeram uma apresentação de sapateado no palco do programa Planeta Xuxa.
Em 11 de agosto de 2001, as Paquitas Geração 2000 participaram pela segunda e última vez, ao lado de Xuxa do show Criança Esperança. O evento também foi realizado ao vivo no Ginásio do Ibirapuera, em São Paulo. Ainda em 2001, as Paquitas Geração 2000 participaram do coro do álbum "Xuxa Só para Baixinhos 2", também conhecido como "XSPB 2". Este foi o sexto álbum de vídeo e o vigésimo quarto álbum de estúdio de Xuxa.
Em 12 de agosto de 2001, as Paquitas Geração 2000 participaram da apresentação da música "Dia dos Pais" no encerramento do Planeta Xuxa especial de Dia dos Pais. Nesta canção, as Paquitas Geração 2000 fizeram os backing vocals, enquanto os vocais principais foram de Xuxa, da Paquita 2000 — Lana Rhodes e de Ian. Nesse mesmo ano, a música ganhou um videoclipe com a participação das Paquitas Geração 2000 e de toda a "Turma da Xuxa" da época. A canção era uma regravação da Turma do Balão Mágico, que, por sua vez, era uma versão em português da música "Mi Amigo Félix", da dupla espanhola Enrique y Ana.
Em 7 de outubro de 2001, no programa Planeta Xuxa especial de Dia das Crianças, as Paquitas Geração 2000 apresentaram pela primeira vez sua música de trabalho, "Pelo Interfone", uma regravação do cantor Ritchie. Ao longo do ano, elas divulgaram a canção em outras edições do Planeta Xuxa e até mesmo em uma participação no programa Altas Horas. 
Em 2002, a música "Pelo Interfone" ganhou um videoclipe exclusivo, gravado durante o Planeta Xuxa: Jogos de Verão. As Paquitas Geração 2000 também participaram de outros videoclipes musicais, gravados para este mesmo programa. Exibido de 6 de janeiro a 31 de março de 2002, o programa de férias foi comandado por Xuxa e gravado no Campo dos Afonsos, em Marechal Hermes, na zona oeste do Rio de Janeiro. Com o cenário de um quartel, a atração se passava em um ambiente militar, com competições entre artistas e convidados. A cada domingo, duas equipes de artistas convidados se desafiavam em provas de força, agilidade e equilíbrio, com o objetivo de criar um clima de competição e diversão. Nessa temporada de férias, as Paquitas Geração 2000 atuavam como recrutas e participaram de uma competição especial contra a equipe das Coleguinhas do Caldeirão do Huck. O prêmio era um final de semana com tudo pago em um hotel no Nordeste, oferecido pela produção do programa. Além das competições, a temporada contava com videoclipes musicais de Xuxa e dos convidados.
Ainda em 2002, as Paquitas Geração 2000 participaram do coro do álbum "Xuxa Só para Baixinhos 3", também conhecido como "XSPB 3", o sétimo álbum de vídeo e o vigésimo quinto álbum de estúdio de Xuxa. Este também foi o último projeto fonográfico de Xuxa a contar com os backing vocals das Paquitas Geração 2000.
A música "Pelo Interfone" estava prevista para integrar o primeiro álbum das Paquitas Geração 2000. A Paquita — Lana Rhodes seria a voz principal do grupo por ter a melhor voz, no entanto, as outras meninas também teriam espaço no disco. É importante lembrar que "Pelo Interfone" não fazia parte do primeiro projeto de álbum para o grupo. Em 2000, um projeto inicial, com uma pegada mais infantil e pré-adolescente, foi iniciado, com produção e repertório planejados desde o começo do ano, e um lançamento previsto para 2001. Esse álbum inicial teria doze faixas: uma nova versão de "Fada Madrinha (É Tão Bom)" e as músicas inéditas "Namorar", "Meu Primeiro Amor", "Carta de Amor", "Cadê Você?", "Bem do Fundo do Meu Coração", "O Que Aconteceu?", "Você Não Sabe o Que é Amar", "O Bom da Vida é Ser Feliz", "Diz que me Quer", "Ao Som da Música", e "Ligue Pra Mim".
Algumas dessas músicas eram versões em português de canções internacionais: "Diz que me Quer" e "Você Não Sabe o Que é Amar" eram versões de "Say You'll Be Mine" e "Last Thing on My Mind", respectivamente, ambas do grupo britânico Steps (sendo "Last Thing on My Mind" originalmente gravada pelo grupo Bananarama). "Bem do Fundo do Meu Coração" era uma versão de "From the Bottom of My Broken Heart" da Britney Spears. "Cadê Você?" era uma versão de "Where Are You Now", também da Britney Spears.
Todas essas versões foram realizadas por Vanessa Alves, compositora e produtora de diversos projetos da Xuxa. Já a música "O Bom da Vida é Ser Feliz" pode ter sido posteriormente gravada pela Xuxa, visto que a canção "Vem Dançar", gravada por ela no início de 2002, possui um refrão com essa mesma frase e é uma versão de "Reach" do grupo britânico S Club 7, também adaptada por Vanessa Alves. Esse primeiro projeto de álbum, com sua pegada pré-adolescente, foi descartado com a extinção do programa Xuxa Park.
Em agosto de 2001, as Paquitas Geração 2000 entraram em estúdio para iniciar a gravação de um novo projeto de álbum, que contaria com a produção de Zé Henrique, da banda Yahoo. Xuxa assinaria a concepção visual da capa do disco e assumiria a direção artística ao lado de Marlene Mattos. A música "Pelo Interfone" foi escolhida como o primeiro single do projeto. Durante esse período de gravações, as Paquitas Geração 2000 também gravaram a música "Em Todo Lugar", com os vocais principais da Paquita — Lana Rhodes e com os backing vocals das demais Paquitas, a música foi composta por Alyssa Lima, Zé Henrique, e Marcelão. Essa canção também entraria para o repertório desse segundo projeto.
Ainda durante as gravações desse segundo álbum, a Paquita —  Lana Rhodes gravou a música "Momento Mágico" para a trilha sonora do filme Xuxa e os Duendes, lançado em dezembro de 2001 (com a trilha sonora sendo lançada em janeiro de 2002). Essa música é o único registro fonográfico de uma Paquita da Geração 2000 que foi lançado comercialmente. Pouco antes da extinção do grupo, as Paquitas Geração 2000 participaram do backing vocal da música "Marcha dos Gafanhotos", gravada por Xuxa para a trilha sonora da novela Sabor da Paixão. A canção era uma regravação do sucesso de Nara Leão de 1975, que originalmente tinha sido gravada por Albertinho Fortuna para o carnaval de 1947. No entanto, a música só foi lançada após o fim do grupo.
As Paquitas Geração 2000 passaram meses em estúdio, e a expectativa era que esse segundo projeto de álbum fosse lançado no segundo semestre de 2002. No entanto, esse projeto também não vingou, sendo engavetado devido ao rompimento da parceria entre Xuxa e Marlene Mattos. Essa separação resultou na extinção do programa Planeta Xuxa em 28 de julho de 2002. Consequentemente, o grupo Paquitas Geração 2000 também foi subitamente extinto, pois o novo programa infantil de Xuxa não teria auditório, eliminando a necessidade de as Paquitas estarem presentes. 
Isso marcou o fim definitivo de suas atividades e de um ciclo histórico.

### Integrantes
| Integrantes das Paquitas | Integrantes das Paquitas | Integrantes das Paquitas                         | Integrantes das Paquitas           | Integrantes das Paquitas |
| ------------------------ | ------------------------ | ------------------------------------------------ | ---------------------------------- | ------------------------ |
| Ano de atividade         | Nome                     | Apelido                                          | Geração                            | Foto                     |
| 1984–1988                | Andréa Veiga             | Paquita / Paquita Mor / Paquitona / Paca         | Primeira Geração                   |                          |
| 1984–1986                | Heloísa Morgado          | Paquita 2                                        | Primeira Geração                   |                          |
| 1985                     | Andréa Rosa              | Xiquita                                          | Primeira Geração                   |                          |
| 1986–1990                | Andréa Faria             | Xiquita Sorvetão / Peso-pesado / Xica            | Primeira Geração / Segunda Geração |                          |
| 1986–1989                | Luise Wischermann        | Pituxa Alemã / Oinc Oinc / Pitu                  | Primeira Geração                   |                          |
| 1987–1989, 1992–1995     | Ana Paula Guimarães      | Catuxa / Catu                                    | Primeira Geração / Segunda Geração |                          |
| 1987–1995                | Roberta Cipriani         | Xiquitita Surfista                               | Primeira Geração / Segunda Geração |                          |
| 1987–1995                | Priscilla Couto          | Catuxita Top Model                               | Segunda Geração                    |                          |
| 1987–1990                | Tatiana Maranhão         | Paquitita Loura                                  | Segunda Geração                    |                          |
| 1988–1995                | Ana Paula Almeida        | Pituxita Bonequinha                              | Segunda Geração                    |                          |
| 1989–1992                | Letícia Spiller          | Pituxa Pastel                                    | Segunda Geração                    |                          |
| 1989–1995                | Cátia Paganote           | Miúxa Bruxa                                      | Segunda Geração                    |                          |
| 1990–1995                | Juliana Baroni           | Catuxa Jujuba                                    | Segunda Geração                    |                          |
| 1990–1995                | Bianca Rinaldi           | Xiquita Bibi                                     | Segunda Geração                    |                          |
| 1990–1995                | Flávia Fernandes         | Paquitita Pluft                                  | Segunda Geração                    |                          |
| 1995–1999                | Caren Lima               | Chaveirinho                                      | New Generation                     |                          |
| 1995–1999                | Graziella Schmitt        | Grazie Modelão                                   | New Generation                     |                          |
| 1995–1998                | Diane Dantas             | Lady Di / Di                                     | New Generation                     |                          |
| 1995–1999                | Gisele Delaia            | Gi / Gigi / Miss Queimados / Cinturinha de Pilão | New Generation                     |                          |
| 1995–1999                | Andrezza Cruz            | Dezza / Bocão / Paquita Exemplar                 | New Generation                     |                          |
| 1995–1999                | Bárbara Borges           | Babu / Babunitona / Babi                         | New Generation                     |                          |
| 1995–1999                | Vanessa Melo             | Flashdance / Estrupício                          | New Generation                     |                          |
| 1999–2002                | Letícia Barros           | Lê / Lelé / Paquita Caçulinha                    | Geração 2000                       |                          |
| 1999–2002                | Thalita Ribeiro          | Thatá / Bonequinha                               | Geração 2000                       |                          |
| 1999–2002                | Gabriella Ferreira       | Paquita Perua / Gables                           | Geração 2000                       |                          |
| 1999–2002                | Monique Alfradique       | Pastelzinho                                      | Geração 2000                       |                          |
| 1999–2002                | Lana Rhodes              | Cabritinha / Rouxinol                            | Geração 2000                       |                          |
| 1999–2002                | Stephanie Lourenço       | Ste / Tété / Teffy                               | Geração 2000                       |                          |
| 1999–2002                | Joana Mineiro            | Jô                                               | Geração 2000                       |                          |
| 1999–2002                | Daiane Amêndola          | Dai / Docinho                                    | Geração 2000                       |                          |

## Música
As Paquitas tiveram um papel essencial na música infantojuvenil brasileira, destacando-se não apenas como assistentes de palco, mas também como artistas reconhecidas. Suas produções musicais incluíram álbuns de sucesso, trilhas sonoras de filmes e temas para programas de televisão, o que ampliou sua presença e influência no entretenimento brasileiro.

### Álbuns e singles
A trajetória musical das Paquitas teve início com sua participação como coristas nos álbuns de Xuxa Meneghel, experiência que serviu como base para o lançamento de suas próprias produções e as preparou para o sucesso no cenário infantojuvenil brasileiro. A presença do grupo nos discos de Xuxa introduziu as integrantes ao universo da música e estabeleceu uma fundação sólida para seu sucesso como artistas independentes.

#### Primeiro álbum (1989):Paquitas
O primeiro álbum do grupo, intitulado Paquitas, foi lançado em 1989 pela gravadora RGE e rapidamente conquistou popularidade com músicas como Alegres Paquitas, Playback, Sorvetão, e o sucesso Fada Madrinha (É Tão Bom). Esse lançamento marcou um ponto de transição importante, consolidando as Paquitas como estrelas infantojuvenis e ampliando sua base de fãs. O sucesso do álbum gerou uma série de shows e turnês pelo Brasil, estabelecendo o grupo no cenário musical da época.

#### Segundo álbum (1991):Paquitas
Em 1991, as Paquitas lançaram seu segundo álbum, também intitulado Paquitas, agora pela Som Livre. Com faixas como Trocando Energia, Amor Adolescente, Auê e Sonho de Verão, o grupo reforçou sua presença na música pop brasileira. Esse álbum foi lançado pouco depois da participação das Paquitas nas trilhas sonoras dos filmes Lua de Cristal e Sonho de Verão — dois sucessos estrelados por Xuxa e Sérgio Mallandro. As canções complementaram o sucesso dos filmes e ampliaram a influência das Paquitas no entretenimento brasileiro.

#### Paquitas New Generation (1995)
Com a renovação do grupo em 1995, a Paquitas New Generation trouxe um estilo atualizado, voltado para o público adolescente. O álbum Paquitas New Generation, lançado pela Som Livre, refletiu essa mudança com um som mais contemporâneo e voltado para os jovens da época. Sucessos como Nova Geração, Telefone Toca, Ah! O Amor e uma regravação de Fada Madrinha (É Tão Bom) reforçaram a relevância do grupo, mantendo o vínculo com o público e mostrando uma nova identidade musical.

#### Último álbum (1997):Paquitas
Em 1997, a New Generation lançou seu último álbum, também intitulado Paquitas, pela Som Livre. Este álbum trouxe faixas como Não Se Reprima (regravação do grupo Menudo), Planeta Dance, Maria Fumaça e Vem Dançar Comigo (reinterpretação de um sucesso de Xuxa). Essa fase mais madura do grupo adaptava o estilo pop dançante às tendências do final dos anos 90, mostrando a evolução das Paquitas e sua capacidade de acompanhar o mercado musical em constante mudança.

#### Discografia completa
| Discografia das Paquitas (álbuns próprios) | Discografia das Paquitas (álbuns próprios) | Discografia das Paquitas (álbuns próprios) | Discografia das Paquitas (álbuns próprios) |
| ------------------------------------------ | ------------------------------------------ | ------------------------------------------ | --- |
| Ano                                        | Álbum                                      | Gravadora                                  | Singles de Destaque |
| 1989                                       | Paquitas                                   | RGE                                        | Alegres Paquitas, Playback, Fada Madrinha (É Tão Bom), Ei Dona, Bate na Madeira, Pot-Pourri: Estúpido Cupido/Lacinhos Cor de Rosa/ Banho de Lua |
| 1991                                       | Paquitas                                   | Som Livre                                  | Trocando Energia, Auê, Sonho de Verão, Batatinha Frita, Mangas de Fora                                                                          |
| 1995                                       | New Generation                             | Som Livre                                  | Nova Geração, Telefone Toca, Ah! O Amor, Fada Madrinha (É Tão Bom) (regravação)                                                                 |
| 1997                                       | Paquitas                                   | Som Livre                                  | Não Se Reprima, Planeta Dance, Maria Fumaça, Vem Dançar Comigo                                                                                  |

#### Outras contribuições musicais
Além dos álbuns próprios, as Paquitas continuaram a participar de gravações nos álbuns de Xuxa e em projetos como Xuxa Só Para Baixinhos. Elas também gravaram o tema de abertura do programa TV Colosso, com a música Eu Não Largo o Osso, ampliando ainda mais sua presença na televisão e no mercado fonográfico.

### Shows e turnês
Desde o surgimento do programa Xou da Xuxa em 1986, as Paquitas, grupo de assistentes de palco e dançarinas da apresentadora Xuxa Meneghel, desempenharam um papel essencial não apenas como apoio, mas também como um grande atrativo para o público. Com coreografias marcantes e uma presença energética, as Paquitas conquistaram o público infantil e adolescente, sendo parte central das turnês e apresentações ao vivo de Xuxa.

#### Turnês nacionais: Xou da Xuxa
As turnês do Xou da Xuxa ocorreram principalmente entre o final dos anos 80 e o início dos anos 90, período em que o programa alcançou enorme popularidade. Com apresentações em capitais e cidades do interior de diversas regiões do Brasil, Xuxa e as Paquitas arrastaram multidões, quebrando recordes de público em várias ocasiões. As Paquitas estavam ao lado de Xuxa não apenas em palco, mas também na divulgação de shows e eventos, cativando o público com suas danças coreografadas e interações que reforçavam o vínculo com os fãs.

#### Shows independentes
Com o lançamento de seus próprios álbuns, as Paquitas começaram a realizar shows solo, interpretando sucessos e se conectando com o público. Com a chegada da Paquitas New Generation, os shows e turnês se adaptaram às novas tendências adolescentes. Os shows traziam figurinos mais modernos, com performances e repertórios que refletiam o final dos anos 90, e o grupo realizou turnês independentes ao longo desse período.

#### Expansão internacional
O sucesso das Paquitas não se restringiu ao Brasil. Em meio à expansão da popularidade de Xuxa na América Latina, as Paquitas acompanharam a apresentadora em eventos e especiais televisivos internacionais, conquistando fãs em países como Argentina, Chile e México. Elas participaram de apresentações em programas locais, eventos de caridade e festivais, o que contribuiu para aumentar o reconhecimento do grupo além das fronteiras brasileiras.

## Cinema e televisão

### Filmes
As Paquitas tiveram uma presença significativa no cinema brasileiro, participando de alguns dos principais filmes da carreira de Xuxa Meneghel. Com seu apelo entre o público infantil e juvenil, a participação das Paquitas nas telonas ajudou a ampliar sua popularidade. Além de acompanharem Xuxa na televisão, elas também integraram o universo dos filmes estrelados pela apresentadora, contribuindo para o sucesso dessas produções.

#### Lua de Cristal(1990)
O primeiro grande sucesso no qual as Paquitas participaram foi Lua de Cristal (1990). Este filme, estrelado por Xuxa, contava com as Paquitas em papéis de apoio, reforçando o ambiente familiar e a identidade visual associada ao Xou da Xuxa. Lua de Cristal se tornou um dos maiores fenômenos de bilheteria da época e é considerado um clássico do cinema infantil brasileiro. A música-tema, Lua de Cristal, foi um grande sucesso, e, embora as Paquitas não tivessem papéis principais, sua presença manteve a conexão com o público fiel de Xuxa.

#### Sonho de Verão(1990)
Ainda em 1990, as Paquitas estrelaram Sonho de Verão, uma comédia musical criada especialmente para elas. O filme, dirigido por Paulo Sérgio de Almeida, também contou com a participação de Sérgio Mallandro e Andréa Veiga, e trouxe as Paquitas como figuras centrais da trama, refletindo seu grande apelo junto ao público jovem.
Na história, um casal dono de uma enorme mansão resolve viajar para a Europa após perder sua filha. Ao saber disso, o taxista que os leva ao aeroporto aproveita a oportunidade para ocupar a casa desocupada. Léo (Sérgio Mallandro) então se instala na mansão, fingindo ser sobrinho do casal, e convida a namorada e alguns amigos para uma temporada cheia de diversão. Logo, um ônibus cheio de jovens se junta ao grupo, transformando a mansão em um cenário de festa e aventuras.
Além de reforçar a popularidade das Paquitas, o filme celebrou o sucesso delas na cultura pop, onde, como Paquitas e Paquitos, já eram queridos por fãs e tinham destaque no programa infantil de Xuxa. Sonho de Verão se tornou um clássico do cinema infantojuvenil brasileiro.

#### Xuxa Requebra(1999)
Xuxa Requebra é uma comédia romântica lançada em 1999 e dirigida por Tizuka Yamasaki, com Xuxa Meneghel, Daniel e Elke Maravilha no elenco. O filme marcou o retorno de Xuxa ao cinema após quase uma década e conta a história de Nena (Xuxa), uma jornalista que tenta salvar a Academia de Dança Dois Corações, onde estudou, ameaçada pela vilã Macedão (Elke Maravilha), uma empresária inescrupulosa.
A esperança da academia é vencer o torneio de dança "Requebra 2000", que oferece um prêmio em dinheiro suficiente para salvá-la. Macedão, no entanto, tenta sabotar a equipe de Nena enviando seu enteado Felipe (Daniel) com dançarinos profissionais para competir contra eles. O filme inclui a participação especial de Paquitas e ex-Paquitas, como as ex-Paquitas, Andréa Veiga e Andréa Faria que aparecem como professoras de dança da Escola de Dança Dois Corações, enquanto as ex-Paquitas, Ana Paula Almeida e Priscilla Couto junto com as ex-Paquitas New Generation, Andrezza Cruz, Caren Lima, Gisele Delaia, Graziella Schmitt e Vanessa Melo e as Paquitas 2000, Daiane Amêndola, Gabriella Ferreira, Joana Mineiro, Lana Rhodes, Letícia Barros, Monique Alfradique, Stephanie Lourenço e Thalita Ribeiro aparecem como alunas da Escola de Dança Dois Corações.

#### Xuxa Pop Star(2000)
Em Xuxa Popstar, Xuxa interpreta Nicky, uma top model internacional que, após uma carreira de sucesso no exterior, retorna ao Brasil para reencontrar seu "príncipe encantado", com quem conversou pela internet. Ao retornar, Nicky torna-se uma empresária bem-sucedida na agência de moda Popstar. Contudo, seu concorrente e admirador, JP, fará de tudo para atrapalhar sua vida e carreira.
O filme também traz participações especiais de ex-Paquitas, incluindo Andréa Veiga, que atua como uma repórter, e Ana Paula Almeida, no papel de uma produtora de moda da agência Popstar. E apenas quatro Paquitas 2000, Daiane Amêndola, Lana Rhodes, Stephanie Lourenço e Thalita Ribeiro aparecem como modelos da agência de moda Popstar.

#### Xuxa e os Duendes (2001)eXuxa e os Duendes 2: No Caminho das Fadas (2002)
Em Xuxa e os Duendes, a trama ocorre no reino dos duendes, que celebra a passagem da responsabilidade de proteger a natureza ao príncipe Damiz. No entanto, o vilão Gorgon captura um pequeno duende no quarto de Nanda e, junto com seu cúmplice Rico, tenta comprar a casa da menina, propondo "progresso" para a floresta, com o intuito de destruí-la. A protagonista, Kira, precisa resgatar os duendes aprisionados e preservar a natureza. E quatro Paquitas 2000, Lana Rhodes, Monique Alfradique, Stephanie Lourenço e Thalita Ribeiro interpretam fadas, enquanto as outras quatro Paquitas 2000, Daiane Amêndola, Gabriella Ferreira, Joana Mineiro e Letícia Barros juntamente com a ex-Paquita, Ana Paula Almeida interpretam duendes que auxiliam a protagonista Kira em sua missão. Na sequência, Xuxa e os Duendes 2: No Caminho das Fadas, Kira, agora revelada como uma botânica e filha de duendes, enfrenta a bruxa malvada Algaz, que, junto a outras bruxas, ameaça o equilíbrio natural. E seis Paquitas 2000, Daiane Amêndola, Gabriella Ferreira, Joana Mineiro, Lana Rhodes, Monique Alfradique e Thalita Ribeiro retornam todas agora como fadas, enquanto a ex-Paquita, Juliana Baroni aparece no papel da Fada Kin, ampliando o elenco de apoio à protagonista em sua nova aventura.

#### Filmografia das Paquitas (cinema)
| Filmografia das Paquitas (grupo completo) no cinema | Filmografia das Paquitas (grupo completo) no cinema | Filmografia das Paquitas (grupo completo) no cinema | Filmografia das Paquitas (grupo completo) no cinema |
| --------------------------------------------------- | --------------------------------------------------- | --------------------------------------------------- | --- |
| Ano                                                 | Título                                              | Tipo                                                | Descrição/Participação |
| 1990                                                | Lua de Cristal                                      | Filme                                               | Este filme foi um enorme sucesso de bilheteria no Brasil, com mais de 5 milhões de espectadores, consolidando Xuxa como estrela de cinema. As Paquitas aparecem em uma participação especial. |
| 1990                                                | Sonho de Verão                                      | Filme                                               | Produzido para as Paquitas, este filme estrelado por elas e por Sérgio Mallandro teve grande aceitação e alcançou mais de 2,8 milhões de espectadores. |
| 1999                                                | Xuxa Requebra                                       | Filme                                               | Comédia romântica dirigida por Tizuka Yamasaki, marcando o retorno de Xuxa ao cinema. As ex-Paquitas, Andréa Veiga e Andréa Faria atuam como professoras de dança da Escola de Dança Dois Corações, enquanto as ex-Paquitas, Ana Paula Almeida e Priscilla Couto junto com as ex-Paquitas New Generation, Andrezza Cruz, Caren Lima, Gisele Delaia, Graziella Schmitt e Vanessa Melo e as Paquitas 2000, Daiane Amêndola, Gabriella Ferreira, Joana Mineiro, Lana Rhodes, Letícia Barros, Monique Alfradique, Stephanie Lourenço e Thalita Ribeiro atuam como alunas da Escola de Dança Dois Corações. |
| 2000                                                | Xuxa Pop Star                                       | Filme                                               | Xuxa interpreta Nicky, uma modelo internacional que volta ao Brasil. A ex-Paquita, Andréa Veiga aparece como uma repórter, enquanto a ex-Paquita, Ana Paula Almeida aparece como uma produtora de moda da agência Popstar, ao passo que apenas quatro Paquitas 2000, Daiane Amêndola, Lana Rhodes, Stephanie Lourenço e Thalita Ribeiro aparecem como modelos da agência de moda Popstar. |
| 2001                                                | Xuxa e os Duendes                                   | Filme                                               | Fantasia infantil onde Xuxa atua como Kira, protetora da natureza. E quatro Paquitas 2000, Lana Rhodes, Monique Alfradique, Stephanie Lourenço e Thalita Ribeiro atuam como fadas enquanto as outras quatro Paquitas 2000, Daiane Amêndola, Gabriella Ferreira, Joana Mineiro e Letícia Barros junto com a ex-Paquita, Ana Paula Almeida atuam como duendes auxiliando a protagonista Kira em sua missão. |
| 2002                                                | Xuxa e os Duendes 2: No Caminho das Fadas           | Filme                                               | Continuação de Xuxa e os Duendes. Kira enfrenta a bruxa Algaz. E apenas seis Paquitas 2000, Daiane Amêndola, Gabriella Ferreira, Joana Mineiro, Lana Rhodes, Monique Alfradique e Thalita Ribeiro retornam todas agora como fadas, com a participação da ex-Paquita, Juliana Baroni no papel da Fada Kin. |

#### Outras contribuições
Letícia Spiller e Juliana Baroni participaram, em 1991, do filme Gaúcho Negro. A trama se passa no Rio Grande do Sul, onde fazendeiros são atormentados por roubos de gado e queimadas criminosas. Surge então o Gaúcho Negro, um misterioso cavaleiro mascarado que se torna uma figura lendária e age como justiceiro, trazendo esperança à população local.

### Programas de TV

#### Clube da Criança(1984-1986)
As Paquitas foram introduzidas inicialmente como assistentes de palco no programa Clube da Criança (1984–1986), exibido pela Rede Manchete, onde Xuxa começou sua carreira como apresentadora de programas infantis. No entanto, foi com a estreia do Xou da Xuxa, em 1986, na TV Globo, que as Paquitas realmente ganharam notoriedade. 

#### Xou da Xuxa(1986-1992)
No Xou da Xuxa, as Paquitas eram responsáveis por ajudar na condução das brincadeiras, organizar as crianças da plateia, e participar das coreografias e números musicais. O programa se tornou um fenômeno de audiência, e as Paquitas passaram a ser vistas como modelos de comportamento para o público infantil e adolescente.
Durante o período em que o Xou da Xuxa esteve no ar (1986–1992), as Paquitas se consolidaram como uma presença fixa no formato. Cada uma delas recebia um apelido característico, dado por Xuxa, que ajudava na identificação do público e criava um laço emocional com as crianças que assistiam ao programa. O sucesso foi tanto que as Paquitas não eram mais apenas assistentes de palco, mas figuras centrais na cultura pop da época, influenciando até a moda infantil e juvenil.

#### Xuxa Park(1994-2001)
Após o fim do Xou da Xuxa, as Paquitas continuaram participando ativamente dos programas que Xuxa passou a comandar na TV Globo. No Xuxa Park (1994–2001), um programa voltado para o público infantil exibido aos sábados. Além de auxiliarem nas brincadeiras e nos números musicais, elas também atuavam em quadros e interações com as crianças, reforçando a continuidade do grupo, mesmo após a mudança de formato do programa.

#### Xuxa Hits(1995-1997)
Com a estreia do Xuxa Hits (1995–1997), voltado para o público adolescente, o figurino também foi atualizado, refletindo a transição para um público mais jovem e urbano. Esta fase, marcada pela formação das Paquitas New Generation, ajudou a manter a relevância do grupo junto ao público que havia crescido com o Xou da Xuxa.

#### Planeta Xuxa(1997-2002)
Em 1997, com o lançamento do Planeta Xuxa (1997–2002), as Paquitas participaram de quadros voltados para o público adolescente, mas também foram integradas em performances de dança, entrevistas e atividades interativas no palco. O Planeta Xuxa era um programa voltado para um público jovem, onde música, dança e entretenimento tinham destaque. As Paquitas, que já estavam mais maduras, ganharam uma nova roupagem e continuaram a ser parte essencial da identidade do programa.

#### DocumentárioPra Sempre Paquitas(2024)
Em 2024, a história das Paquitas foi revisitada no documentário Pra Sempre Paquitas, uma produção original da Globoplay. O documentário, composto por cinco episódios, mergulha na trajetória do grupo desde sua criação em 1984, no Clube da Criança, até o fim oficial em 2002, após o rompimento da parceria entre Xuxa e sua diretora e empresária Marlene Mattos.
A série documental, dirigida por Ana Paula Guimarães (ex-Paquita) e Ivo Filho, reúne depoimentos emocionantes de ex-integrantes, como Letícia Spiller, Bianca Rinaldi, Juliana Baroni, Ana Paula Almeida, entre outras. O documentário explora as diversas gerações do grupo e reflete sobre o impacto cultural das Paquitas na televisão brasileira e na vida de milhões de fãs.
Pra Sempre Paquitas aborda temas que vão além do glamour da fama. O documentário revela os desafios que as integrantes enfrentaram, como a pressão estética, a competição interna e a dificuldade de conciliar a infância e adolescência com a vida sob os holofotes. Um dos pontos mais discutidos é o assédio midiático e a tentativa de sequestro de uma das Paquitas, temas que mostram o lado menos conhecido dessa trajetória de sucesso.
Um dos episódios mais marcantes, Pra Quem Sonha e Quem Procura – Fama e Dores, aprofunda-se nas consequências da fama precoce, mostrando como o sonho de ser Paquita se tornou um verdadeiro fenômeno no Brasil, enquanto, nos bastidores, as meninas enfrentavam problemas que poucas pessoas sabiam na época. Depoimentos revelam o peso da cobrança estética, assédios e dificuldades emocionais que algumas das meninas viveram durante os anos no grupo.
Outro tema forte abordado no documentário é a diversidade e representatividade. O episódio Do Mundo a Gente Toma Conta – Sucesso Internacional e Representatividade destaca a falta de diversidade no grupo, uma crítica que ecoa em tempos mais recentes, e a inclusão das Paquitas Internacionais, que acompanharam Xuxa em suas aventuras fora do Brasil.
O último episódio, A Gente se Multiplicou – Renovação e Maturidade, celebra o legado duradouro das Paquitas. A série documental encerra com um emocionante reencontro de todas as gerações do grupo, reunindo ex-integrantes de diferentes épocas para celebrar e refletir sobre o impacto de suas experiências no grupo e como isso moldou suas vidas.
Pra Sempre Paquitas não só reavivou o interesse no grupo, mas também trouxe à tona temas que antes não eram amplamente discutidos, gerando uma nova conversa sobre o que significava ser uma Paquita e como o legado delas ultrapassou gerações. O documentário foi bem recebido tanto pelo público quanto pela crítica, elogiado pela sua abordagem humana e sensível, e pela profundidade com que tratou a trajetória de um dos maiores ícones da televisão brasileira.

#### Filmografia das Paquitas (televisão)
| Filmografia das Paquitas (grupo completo) na televisão | Filmografia das Paquitas (grupo completo) na televisão | Filmografia das Paquitas (grupo completo) na televisão | Filmografia das Paquitas (grupo completo) na televisão |
| ------------------------------------------------------ | ------------------------------------------------------ | ------------------------------------------------------ | --- |
| Ano                                                    | Título                                                 | Tipo                                                   | Descrição/Participação |
| Televisão                                              |                                                        |                                                        | |
| 1984–1986                                              | Clube da Criança                                       | Programa de TV                                         | Este foi o primeiro programa de Xuxa na Rede Manchete e marcou a origem das Paquitas, assistentes de palco que ajudavam a apresentadora em diversas interações com o público infantil. |
| 1986–1992                                              | Xou da Xuxa                                            | Programa de TV                                         | No programa infantil diário da TV Globo, Xuxa consolidou sua imagem como "Rainha dos Baixinhos" e as Paquitas desempenharam papéis fundamentais, assistindo-a em brincadeiras, coreografias e organização das crianças da plateia.                                                                                |
| 1994–2001                                              | Xuxa Park                                              | Programa de TV                                         | Com foco em um público infantil e exibido aos sábados, o Xuxa Park era outro programa popular onde as Paquitas tinham uma presença ativa, participando em brincadeiras e quadros semanais ao lado de Xuxa. |
| 1995–1997                                              | Xuxa Hits                                              | Programa de TV                                         | Voltado ao público adolescente, o Xuxa Hits foi inicialmente um bloco musical dentro do Xuxa Park e, posteriormente, ganhou um horário independente aos domingos. As Paquitas participaram desse programa, que apresentava videoclipes e músicas populares, adaptando o estilo do grupo para atrair adolescentes. |
| 1997–2002                                              | Planeta Xuxa                                           | Programa de TV                                         | No Planeta Xuxa, voltado para adolescentes e jovens adultos, as Paquitas realizaram performances e participaram de quadros variados. Esse programa focava em música e entretenimento jovem, com as Paquitas em figurinos modernos e participando de interações com artistas e convidados.                         |
| 2024                                                   | Pra Sempre Paquitas                                    | Documentário                                           | A série documental lançada pelo Globoplay revisita a trajetória das Paquitas desde sua criação até o impacto cultural do grupo. Traz depoimentos e bastidores, além de discutir temas de bastidores como a influência midiática e as experiências pessoais das integrantes ao longo dos anos.                     |

#### Outras contribuições
Além dos programas regulares, as Paquitas também marcaram presença em diversos especiais de fim de ano e eventos especiais ao longo da carreira televisiva de Xuxa. Elas eram frequentemente convidadas para participar de entrevistas e outras atrações em programas da TV Globo, e mesmo de outras emissoras, fortalecendo sua imagem pública mesmo fora dos programas regulares da apresentadora.

## Prêmios e indicações
| Ano  | Prêmio          | Categoria          | Resultado |
| ---- | --------------- | ------------------ | --------- |
| 1990 | Troféu Imprensa | Revelação do Ano   | Indicado  |
| 1991 | Antena de Ouro  | Melhor Grupo Vocal | Venceu    |

## As Bonecas das Paquitas
Em 1988, as Paquitas ganharam suas próprias bonecas, lançadas pela Brinquedos Mimo, a mesma empresa responsável pelas bonecas da Xuxa e Sua Turma nas décadas de 1980 e 1990. Foram criados quatro modelos, representando as primeiras Paquitas da Xuxa na Rede Globo: Paquita, Xiquita, Pituxa e Catuxa.
As bonecas possuíam longos cabelos loiros e vinham vestidas com o uniforme característico: chapéu, fardinha, bota e pompons nas cores azul, vermelho, branco e amarelo. Eram menores que as bonecas da Xuxa e tinham uma semelhança notável com as bonecas Susi, fabricadas pela Estrela.

## As Paquitas nos Gibis
A história das Paquitas nos quadrinhos começou com sua aparição na "Revista da Xuxa", lançada pela Editora Globo. A primeira vez que as Paquitas apareceram foi em novembro de 1988, na edição de lançamento promocional, a "Revista Número 0". Elas fizeram uma ponta no final da história "A Coisa". É interessante notar que, nesse exemplar, apenas uma Paquita de farda azul é retratada, o que pode indicar a saída de Andréa Veiga naquele ano, embora o nome "Paquita" tenha sido mantido em edições posteriores.
A segunda aparição das Paquitas foi na "Revista da Xuxa n° 1", lançada em dezembro de 1988, também pela Editora Globo. Nessa edição, subentende-se que o quarteto Paquita, Xiquita, Pituxa e Catuxa são as Paquitas presentes na história "Xuxa e o Grandão do Espaço". A única Paquita citada nominalmente é a Catuxa, apelido de Ana Paula Guimarães.
A "Revista da Xuxa n° 2", lançada em janeiro de 1989, traz a terceira aparição das Paquitas nos gibis. Como na segunda edição, fica subentendido que o quarteto Paquita, Xiquita, Pituxa e Catuxa são as Paquitas presentes na historinha "Filhote a Bordo". Nenhuma delas é citada nominalmente. É neste número que as Paquitas são formalmente "apresentadas", através de quatro fichas encartadas na revista, detalhando as principais personagens das histórias da "Revista da Xuxa".
A "Revista da Xuxa nº 3", lançada em fevereiro de 1989, traz duas histórias em quadrinhos com a participação das Paquitas. A primeira história, "Banho de Luxo", marca a quarta aparição do grupo nos gibis. Nela, quatro Paquitas aparecem, mas nenhuma delas é mencionada pelo nome. Já a segunda história, "O Pilotuxo", é a quinta aparição das Paquitas nas revistinhas, sendo Pituxa a única a ser citada nominalmente.
Assim como nas bonecas, os nomes das quatro primeiras Paquitas da Xuxa na Rede Globo – Paquita, Xiquita, Pituxa e Catuxa – eram os mais utilizados na maioria das historinhas.
Em março de 1992, as Paquitas ganharam sua própria revista em quadrinhos, o "Gibizinho das Paquitas", também lançado pela Editora Globo. Infelizmente, essa publicação teve apenas uma única edição.

## PQT: A Grife das Paquitas
Em 1991, Xuxa lançou a PQT, uma grife de roupas voltada para o público adolescente e inspirada nas Paquitas, que também atuavam como garotas-propaganda da marca. O nome da grife foi habilmente criado a partir das consoantes da palavra "Paquitas" e alcançou grande sucesso entre os jovens da época.
A PQT surgiu alguns anos após o lançamento de "O Bicho Comeu", uma grife criada pela estilista Solange Meneghel, irmã de Xuxa, que focava no público infantil e replicava as roupas usadas pela apresentadora. A PQT, por sua vez, consolidou a imagem das Paquitas como verdadeiros ícones da moda teen e, segundo o site da PUC-SP, foi responsável por lançar a primeira top model infantil do país.
É interessante notar que a grife PQT, intimamente associada às Paquitas, não teve um anúncio oficial de extinção e, portanto, não há um ano específico de seu fim.

## Transição das integrantes

### Impacto emocional
O encerramento das Paquitas em 2002 marcou um momento de grande impacto emocional para as integrantes e para o público que acompanhava o grupo desde os anos 1980. Esse desfecho coincidiu com a ruptura profissional entre Xuxa Meneghel e sua diretora Marlene Mattos, que exerceu controle rígido sobre o grupo. Para muitas das ex-integrantes, o fim das Paquitas simbolizou o encerramento de uma fase marcada tanto por experiências gratificantes quanto por desafios emocionais intensos. As revelações que vieram a público após o encerramento destacaram o lado menos visível da fama, expondo as complexidades e tensões dos bastidores.
Para as integrantes, o papel de Paquita era mais do que uma posição em um programa de televisão de sucesso; era a realização de um sonho e uma plataforma de aprendizado e visibilidade. No entanto, memórias compartilhadas em entrevistas e, mais recentemente, no documentário Pra Sempre Paquitas (2024), revelam um ambiente repleto de pressões. Relatos indicam que, ao longo dos anos, as jovens enfrentaram assédio psicológico e humilhações relacionadas à aparência física e ao comportamento. Marlene Mattos, responsável pelo gerenciamento do grupo, era conhecida por impor padrões estéticos rigorosos, incluindo o controle de peso e a obrigatoriedade de um visual padronizado, como o cabelo loiro. As consequências emocionais dessas exigências, segundo as ex-integrantes, foram severas e deixaram marcas profundas na autoestima e na saúde mental das jovens.
Um dos impactos mencionados foi a interferência na educação das Paquitas, uma vez que o comprometimento com as gravações e eventos dificultava a continuidade dos estudos e o desenvolvimento pessoal fora da carreira artística. Andreia Veiga relatou que a dedicação às atividades do programa era tão intensa que ela raramente conseguia estudar, situação que prejudicou sua formação escolar. Esse rigor profissional, exigido desde a juventude, contribuiu para um ambiente onde as meninas, com pouca idade, se viam confrontadas com expectativas altas e pouco apoio emocional.
Diversas ex-integrantes compartilharam episódios de humilhação pública que envolviam a aparência física. Marlene, por exemplo, exigia que as Paquitas se despissem diante dela para averiguar se estavam dentro dos "padrões" exigidos. Tatiana Maranhão relatou que essa pressão constante resultou em transtornos alimentares e problemas de autoestima. Apesar de contar com o apoio de Xuxa em momentos de grande tensão emocional, as atitudes da diretora prevaleciam, e Xuxa, conforme relatado, tinha pouca influência sobre as decisões de bastidores. Este episódio reflete a discrepância entre o sonho de ser Paquita e a realidade de viver sob um padrão estético implacável, que frequentemente resultava em condições emocionais adversas.
A imposição de uma estética padronizada estendia-se também à aparência pessoal. Tatiana Maranhão, por exemplo, foi orientada a pintar os cabelos de loiro para participar de uma gravação do Domingão do Faustão, uma imposição que exemplifica a falta de respeito pela individualidade das integrantes. Além disso, relatos apontam que as jovens eram frequentemente tratadas com termos pejorativos criando um ambiente de trabalho desrespeitoso e hostil. Tais comentários contribuíram para perpetuar uma relação de trabalho marcada pela desvalorização e pela constante insegurança emocional.
A gestão de Marlene também incentivava uma cultura de rivalidade e substituibilidade dentro do grupo, que, segundo os relatos, era reforçada pela famosa frase “todo mundo é substituível”. Esse ambiente competitivo gerou tensões internas, incluindo conflitos físicos, como o que ocorreu entre Roberta Cipriani e Letícia Spiller. A pressão constante e a falta de estabilidade criavam uma atmosfera de trabalho emocionalmente desgastante, dificultando a construção de relações harmoniosas entre as integrantes e intensificando a pressão psicológica.
Outro evento de grande impacto foi o "escândalo do livro". Algumas Paquitas, em um momento de insatisfação, idealizaram uma peça para compartilhar os bastidores de suas experiências, que posteriormente foi transformada em um livro pelo editor João Henrique Schiller. A notícia do projeto, ao chegar a Marlene, foi recebida como uma traição, resultando na demissão em massa das envolvidas. Esse episódio causou grande mágoa, afetando também Xuxa, que relatou ter se sentido traída pelas Paquitas. A ruptura inesperada trouxe sentimentos de frustração e desilusão para as jovens, que até então viam a carreira como um espaço seguro de realização e acabaram enfrentando uma despedida abrupta.
O documentário Pra Sempre Paquitas trouxe à tona essas experiências, expondo a dependência emocional que algumas ex-integrantes, como Bárbara Borges, desenvolveram em relação a Xuxa. Bárbara descreveu um vínculo de admiração e idolatria que a levou a sustentar uma relação de idealização com a apresentadora, aceitando por anos o que chamou de "migalhas" de atenção. Esse vínculo afetivo e o distanciamento emocional reforçaram sentimentos ambivalentes, onde as Paquitas viam Xuxa como uma figura quase maternal, embora o ambiente profissional limitasse a construção de um relacionamento próximo.
Assim, embora ser Paquita envolvesse glamour e visibilidade, a experiência revelou-se emocionalmente desafiadora, e as pressões do papel deixaram marcas profundas. Pra Sempre Paquitas trouxe um olhar minucioso sobre o impacto emocional de ser Paquita, ressaltando a importância de proteger jovens profissionais em um ambiente artístico que, muitas vezes, expõe indivíduos a situações de trabalho prejudiciais e exige apoio emocional e psicológico adequado.

### Carreiras pós-Paquitas
Após o encerramento do grupo das Paquitas, muitas ex-integrantes seguiram caminhos variados e bem-sucedidos, reinventando-se em diferentes áreas profissionais. Algumas continuaram no entretenimento, consolidando-se como atrizes e apresentadoras de destaque, enquanto outras exploraram novos campos, como Direito e ativismo. A experiência como Paquita, além de ser uma porta de entrada para o mundo artístico, serviu como um marco de aprendizado e crescimento pessoal para cada uma delas, deixando um legado significativo que se estende além do palco e da televisão.

#### Carreiras na televisão e teatro
Após o encerramento do grupo das Paquitas, várias ex-integrantes se reinventaram como atrizes e consolidaram suas carreiras no teatro, na televisão e até no cinema.
Andréa Veiga, a "Paquita", a primeira Paquita da Xuxa, iniciou sua carreira no teatro antes mesmo de ingressar no grupo de Xuxa. Apesar de não ter alcançado grandes papéis na televisão e no cinema, Andréa se manteve ativa na atuação, especialmente no teatro, onde participou de musicais e peças como Carmen, o It Brasileiro (2010) e Constellation (2014). Recentemente, atuou na novela Reis (2023), da Record, e no filme O Porteiro (2023), mas relata enfrentar dificuldades devido a preconceitos relacionados à idade no teatro musical.
Considerada uma das ex-Paquitas mais bem-sucedidas, Letícia Spiller encontrou reconhecimento nacional com a novela Quatro Por Quatro (1994), e, desde então, emendou diversos trabalhos na TV Globo. Além da televisão, onde participou de séries e novelas, Letícia também se destacou no cinema e no teatro. Em 2023, atuou no filme Um Ano Inesquecível: Inverno e na série A História Delas.
Juliana Baroni construiu uma carreira consistente e de sucesso no Brasil. Desde que protagonizou a versão brasileira de Cúmplices de um Resgate (2015) no SBT, tem desempenhado papéis significativos no cinema, como no filme Lula, o Filho do Brasil (2010), onde interpretou a esposa do ex-presidente brasileiro. Mais recentemente, esteve no filme Avassaladoras 2.0 (2024) e, paralelamente, iniciou uma nova fase como documentarista.
Com grande sucesso nas telenovelas, especialmente nas emissoras SBT e Record, Bianca Rinaldi foi protagonista de diversas produções, como Pícara Sonhadora (2001), Pequena Travessa (2002) e A Escrava Isaura (2004). Em 2023-2024, interpretou Vera na novela A Infância de Romeu e Julieta, demonstrando sua versatilidade e permanecendo como uma figura relevante no teatro e na televisão brasileiros.
Bárbara Borges, vencedora do reality show A Fazenda, também consolidou sua carreira como atriz em diversas novelas. Estreou em papéis de destaque na Globo, em produções como Porto dos Milagres (2001) e Malhação (2003), e mais tarde se firmou na Record, com atuações em Bela, a Feia (2009), Jesus (2018) e, recentemente, A Rainha da Pérsia (2024). Sua carreira reflete uma trajetória bem-sucedida e de grande popularidade na televisão brasileira.
Com uma carreira diversificada, Graziella Schmitt participou de várias produções na Globo, incluindo Sandy & Junior (2002) e Malhação (2005, 2009). Posteriormente, migrou para o SBT e a Record, onde protagonizou produções como Amor e Revolução (2011) e O Rico e Lázaro (2017). Sua atuação na novela portuguesa Belmonte rendeu indicações a prêmios, incluindo o Emmy Internacional, consolidando sua trajetória como atriz internacional.
Lana Rhodes seguiu uma carreira de destaque no teatro musical, com participações em superproduções como Elis, a Musical (2014) e Ayrton Senna, o Musical (2017). Na televisão, atuou em produções da Record, incluindo a novela Alta Estação (2006) e Os Mutantes: Caminhos do Coração (2008). Em 2019, fez parte do espetáculo Macunaíma, dirigido por Bia Lessa, marcando sua relevância no cenário teatral.
Monique Alfradique, frequentemente comparada a Letícia Spiller no início da carreira, também construiu um caminho próprio, destacando-se na comédia e na televisão. Recentemente, atuou na novela Elas por Elas (2023) e participou do sitcom A Vila (2017-2020), no Multishow. Seu currículo diversificado inclui trabalhos na TV, no cinema e no teatro, demonstrando sua versatilidade e presença contínua no cenário artístico.
Após sua saída do grupo, Stephanie Lourenço optou por atuar em peças de teatro em Curitiba e em produções alternativas de cinema. Em 2022, esteve no Festival de Gramado promovendo o filme O Último Animal, e em 2023 gravou o longa Morfina. Embora ainda sem grande reconhecimento nacional, Stephanie continua investindo em sua carreira artística, especialmente em projetos independentes e autorais.

#### Carreiras no entretenimento (fora da atuação)
Além de suas carreiras na televisão e no teatro, muitas ex-Paquitas também encontraram novos caminhos no entretenimento, assumindo papéis que vão desde direção artística até assessoria de imprensa. Essas ex-integrantes ampliaram suas habilidades e contribuíram para o setor de formas variadas, seja em papéis de destaque na mídia, seja nos bastidores.
Ana Paula Guimarães iniciou sua carreira de entretenimento com atuações esporádicas, incluindo uma participação na novela Cara & Coroa, mas foi nos bastidores que se consolidou. Trabalhou como assistente de direção e diretora, passando por equipes de importantes programas, como o Domingão do Faustão. Essa experiência a ajudou a construir uma sólida trajetória na área de direção e produção.
Após deixar o grupo das Paquitas, Tatiana Maranhão migrou para a área de comunicação, atuando como assessora de imprensa. Ela assumiu a função de assessora pessoal da própria Xuxa, continuando sua colaboração com a apresentadora. Nesse papel, Tatiana utilizou sua experiência de mídia para gerenciar a imagem pública de Xuxa, mantendo sua relevância e presença na mídia.
Cátia Paganote manteve-se em evidência após sua saída do grupo, participando de realities como A Fazenda 10, da qual foi expulsa após um episódio polêmico. Ela também colaborou com Xuxa no programa Dancing Brasil, participando de uma das temporadas. Recentemente, Cátia lançou sua biografia intitulada A Minha Vida é um Xou, onde narra experiências como Paquita e momentos da vida pessoal e profissional.
Ana Paula Almeida seguiu uma carreira diversificada, incluindo sua participação em reality shows como A Grande Conquista. Ela também formou-se em publicidade e atualmente se dedica à atuação em campanhas e eventos. 
Andrezza Cruz destacou-se como diretora artística na Rede Globo, contribuindo com produções de sucesso da emissora. Hoje, ela é proprietária de uma escola de artes, onde promove aulas e workshops para jovens talentos. Sua trajetória demonstra como a experiência de Paquita serviu como base para uma carreira empreendedora e educacional, voltada para a formação de novos artistas.
Essas ex-Paquitas aproveitaram suas experiências no palco e nas câmeras para se reinventarem no entretenimento. Mesmo fora da atuação, elas continuaram a contribuir para o meio artístico, destacando-se em áreas como direção, assessoria, produção e educação.

#### Outros caminhos profissionais
Várias ex-Paquitas seguiram caminhos profissionais fora do entretenimento, construindo carreiras em áreas como psicologia, direito, vendas internacionais e jornalismo ou até mesmo se dedicando à uma vida familiar reservada. Aproveitando habilidades adquiridas em suas experiências na TV e no mundo artístico, essas ex-integrantes conseguiram destacar-se em setores diversos, demonstrando resiliência e capacidade de adaptação.
Heloísa Morgado, a "Paquita 2", a segunda Paquita da Xuxa, trabalhou com a apresentadora por um ano e alguns meses. Atualmente, Heloísa mantém uma vida pessoal e profissional reservada, atuando como empresária e psicóloga, e compartilhou suas experiências no documentário Pra Sempre Paquitas, destacando seu papel na fase inicial do grupo.
Andréa Rosa, a primeira "Xiquita" das Paquitas e a terceira Paquita da Xuxa, trabalhou com a apresentadora por apenas alguns meses. Muito tempo depois de sair do grupo das Paquitas, Andréa se casou porém mesmo assim continuou trabalhando como modelo e manequim, no entanto, pouco tempo depois ela acabou abandonando completamente a carreira artística e atualmente mantém uma vida pessoal e profissional reservada se dedicando a uma vida familiar ao lado do marido e como mãe de três filhos e atuando como empresária no ramo da moda praia (beachwear). E infelizmente, Andréa não foi localizada a tempo para poder participar do documentário Pra Sempre Paquitas.
Luise Wischermann, conhecida como "Pituxa Alemã", deixou o Brasil após o fim de sua participação como Paquita para estudar Artes Cênicas na Alemanha. Ela atuou em produções teatrais e filmes, como Redentor (2004), e também seguiu uma carreira corporativa como diretora internacional de vendas. Em 2005, foi diagnosticada com esclerose múltipla, o que a motivou a retornar ao Brasil para tratamento e para estar próxima da família. Luise participou do documentário Pra Sempre Paquitas, abordando sua experiência com o grupo e a nova fase de sua vida.
Priscilla Couto, apelidada de "Catuxita Top Model", ingressou no grupo ainda criança e trabalhou por oito anos no programa. Após sua saída da televisão, Priscilla construiu uma carreira no setor jurídico, graduando-se em Direito e atuando na área. Ela também participa de eventos e encontros com ex-Paquitas, mantendo um vínculo com suas antigas colegas.
Roberta Cipriani, a "Xiquitita Surfista", encerrou sua trajetória como Paquita após nove anos ao lado de Xuxa. Em seguida, formou-se em jornalismo e seguiu carreira na área, além de se dedicar à vida familiar como mãe de três filhos.

Essas histórias mostram como as ex-Paquitas encontraram novos espaços para aplicar seu talento e resiliência, tornando-se influentes e bem-sucedidas em diferentes áreas, longe dos holofotes do entretenimento.